# Fabryka Samochodów Osobowych
Fabryka Samochodów Osobowych (FSO) – polskie przedsiębiorstwo przemysłu motoryzacyjnego produkujące samochody osobowe zlokalizowane w Warszawie w dzielnicy Praga-Północ na Pelcowiźnie zbudowane od podstaw na przełomie lat 40. i 50. XX wieku. W latach 1986–2003 w skład FSO wchodził Zakład Samochodów Dostawczych w Nysie.

## Historia

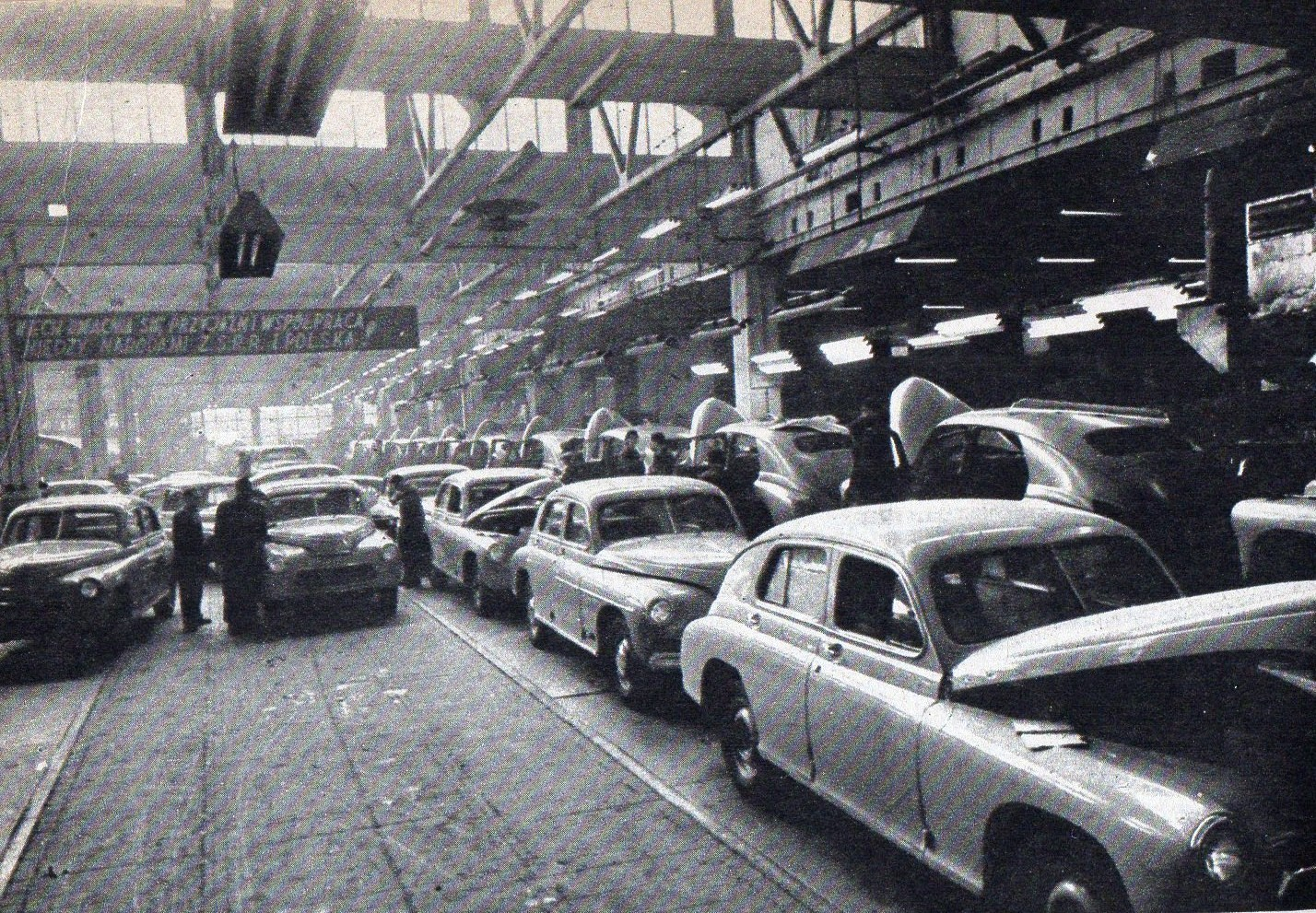
Fabryka FSO, produkcja Warszawy M-20, lata 50.

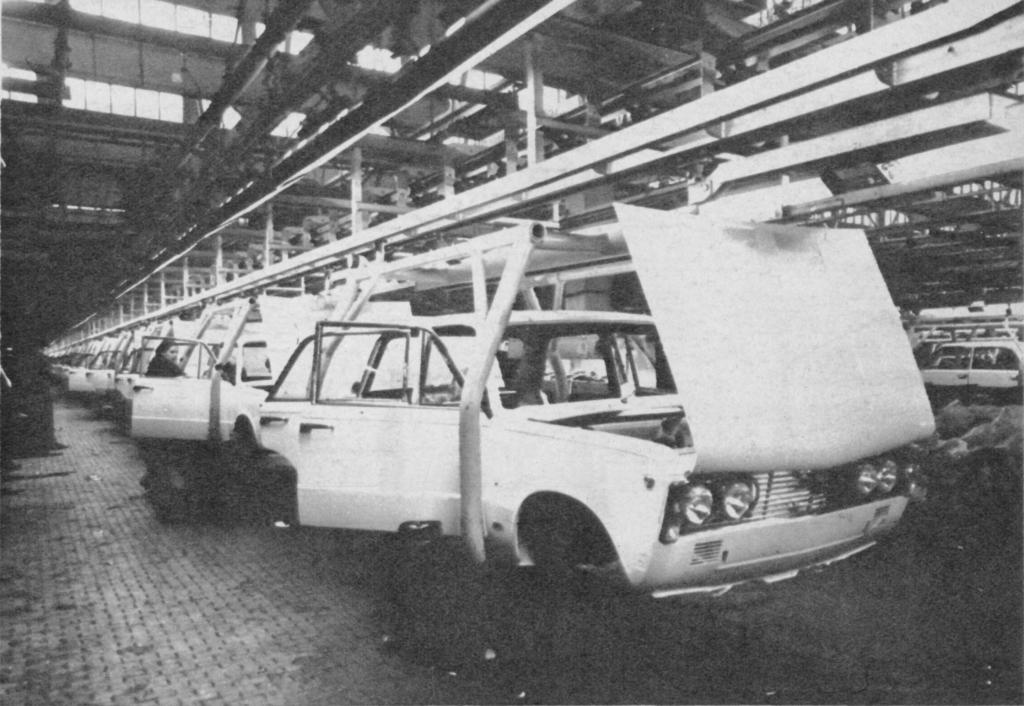
Linia montażowa Polskich Fiatów 125p na początku lat 70.

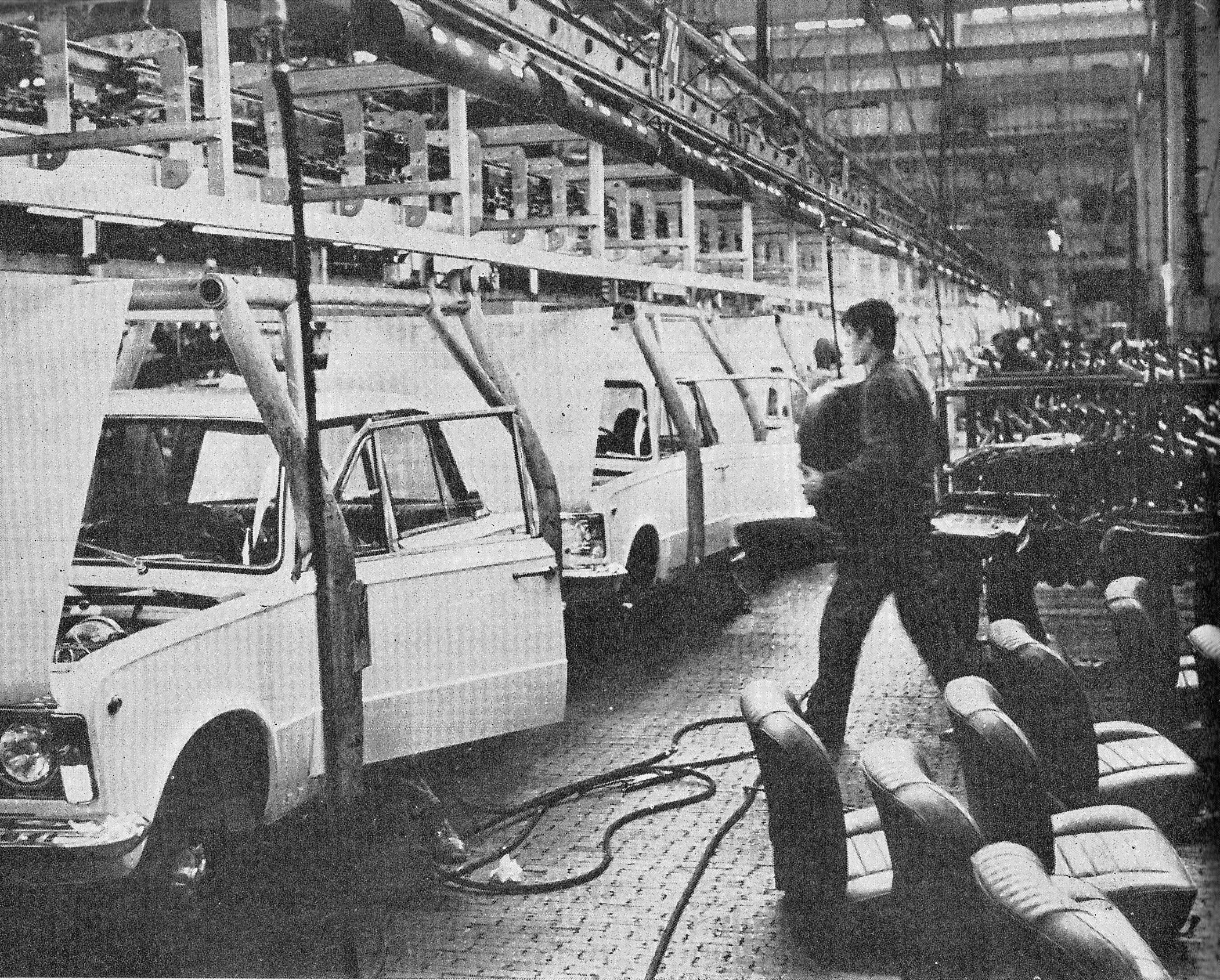
Hala montażowa ok. 1975 r.

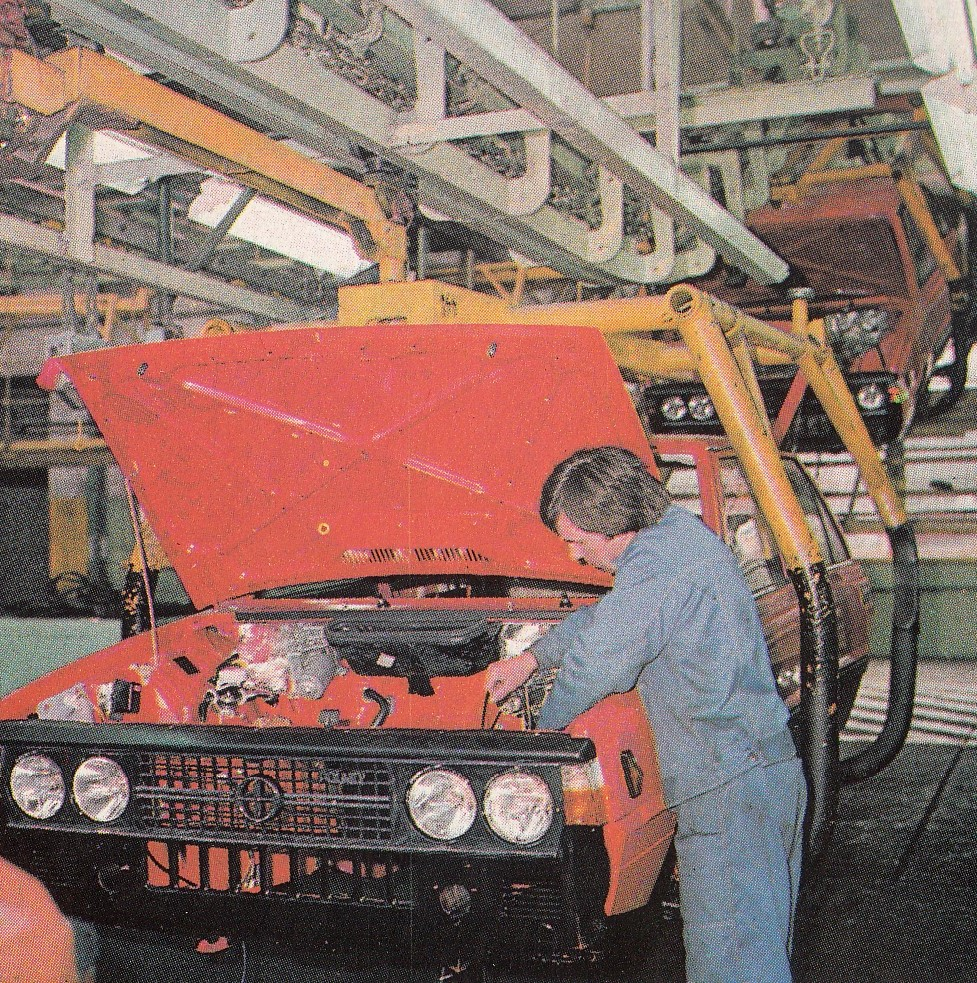
Produkcja FSO Poloneza pod koniec lat 70. XX wieku

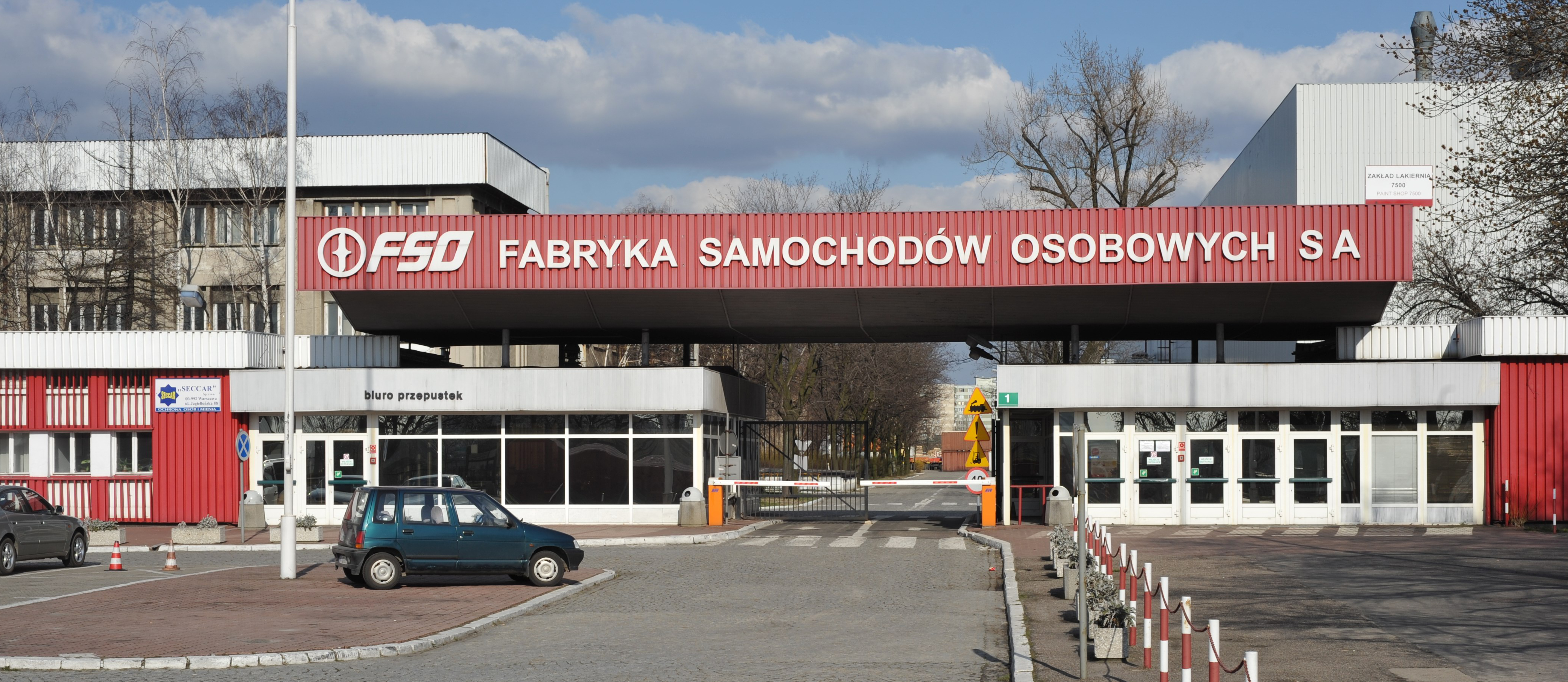
Główna brama FSO w Warszawie

Rząd Polski po zakończeniu II wojny światowej zdecydował o odbudowie polskiego przemysłu motoryzacyjnego, którego początki sięgają roku 1918. Kluczowym problemem rządu była licencja na produkcję pojazdu. W związku z przedwojenną współpracą polskiego przemysłu motoryzacyjnego z Fiatem wybrano go do podjęcia negocjacji licencyjnych. Po zakończonych negocjacjach Państwowa Komisja Planowania Gospodarczego podpisała 31 lipca 1948 roku umowę na budowę fabryki motoryzacyjnej w Warszawie i zakup licencji na model Fiat 1100. Warunki porozumienia przewidywały osiągnięcie w ciągu trzech lat produkcji rocznej na poziomie 20 tysięcy pojazdów, przy czym transakcja miała charakter barterowy – umowa przewidywała zapłatę polskim węglem. W lipcu 1948 roku rozpoczęto budowę fabryki.
W 1949 roku, w miarę postępów budowy, w związku z sytuacją polityczną nasiliła się zimna wojna, co doprowadziło do zerwania umowy z Fiatem. Według niektórych główną przyczyną zerwania umowy było wycofanie się strony włoskiej w związku z wejściem planu Marshalla, w ramach którego Włochy miały otrzymać duże ilości bardzo taniego węgla amerykańskiego, z tym że za już dostarczone pojazdy Polska zapłaciła węglem, zgodnie z umową.
Rząd Polski postanowił kontynuować budowę fabryki na warszawskim Żeraniu. Jeszcze w 1949 roku władzom polskim zaproponowano nieodpłatne przekazanie licencji na samochód GAZ M-20 Pobieda. Zarządzeniem Ministra Przemysłu Ciężkiego z 17 stycznia 1950 utworzono przedsiębiorstwo państwowe Fabryka Samochodów Osobowych. W styczniu 1950 roku podpisano polsko-radziecką umowę licencyjną na produkcję samochodu M-20 Pobieda, w ramach której strona radziecka zagwarantowała pomoc w projektowaniu, budowie, wyposażeniu oraz uruchomieniu produkcji seryjnej. Oficjalną umowę z ZSRR podpisano 22 lipca 1950 roku.
Budowa zakładów zakończyła się późną jesienią 1951 roku. Koszty ich budowy wynosiły 130 milionów ówczesnych złotych, a ich wyposażenia – 250 milionów złotych.
6 listopada 1951 roku o godzinie 14:00 z hali montażowej nr 1 zjechał pierwszy samochód osobowy wyprodukowany w powojennej Polsce nazwany Warszawą M-20. Ze względu na opóźnienia we wdrażaniu produkcji w pierwszym samochodzie (jak i początkowo w kolejnych) zamontowano jedynie oznaczenia FSO, zaś właściwego montażu dokonano wcześniej w ZSRR. Do końca 1951 roku złożono jedynie 75 sztuk. W 1952 roku rozbudowano fabrykę, powiększając ją o kolejne hale montażowe.

### FSO Warszawa

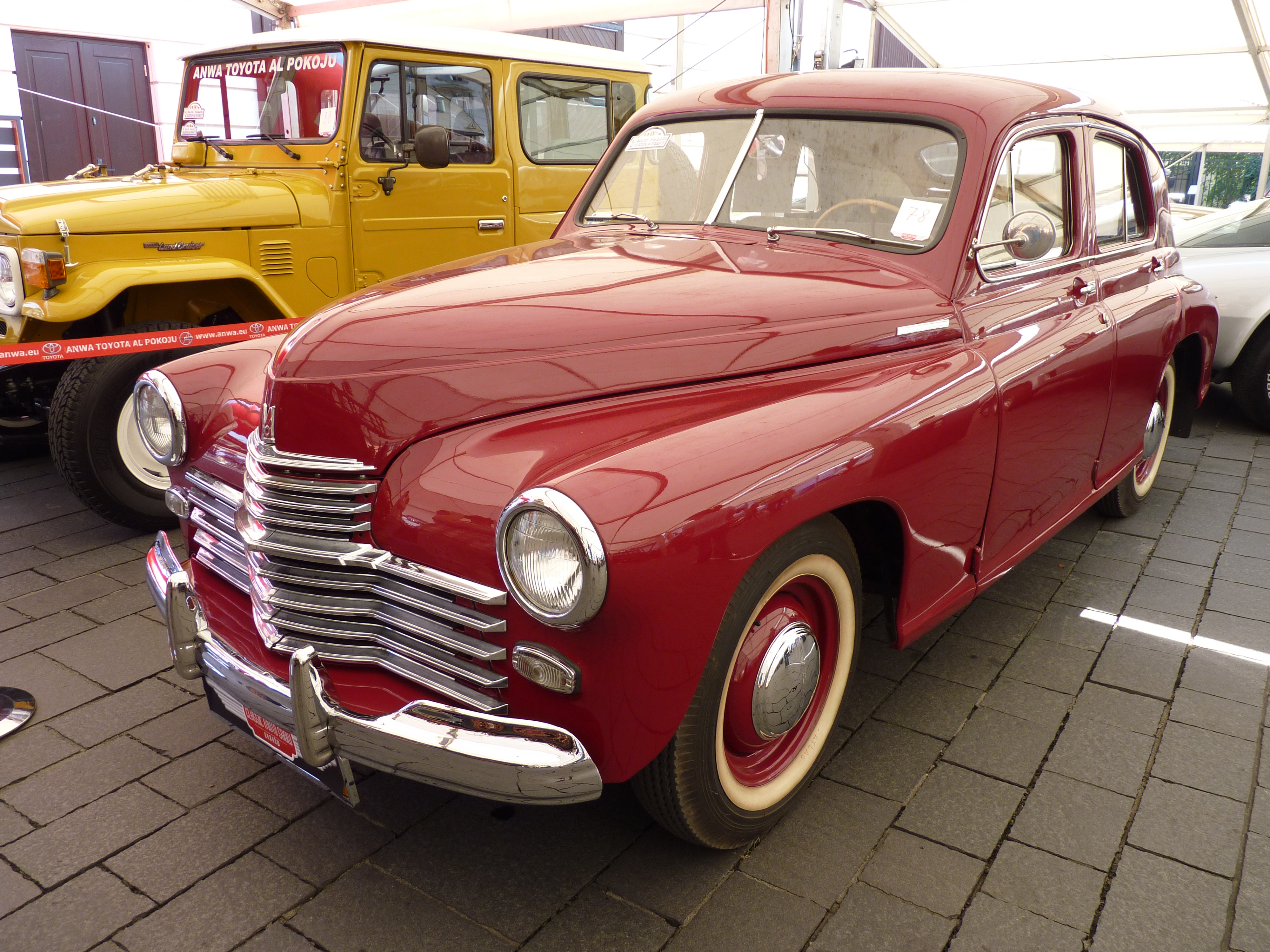
FSO Warszawa M-20

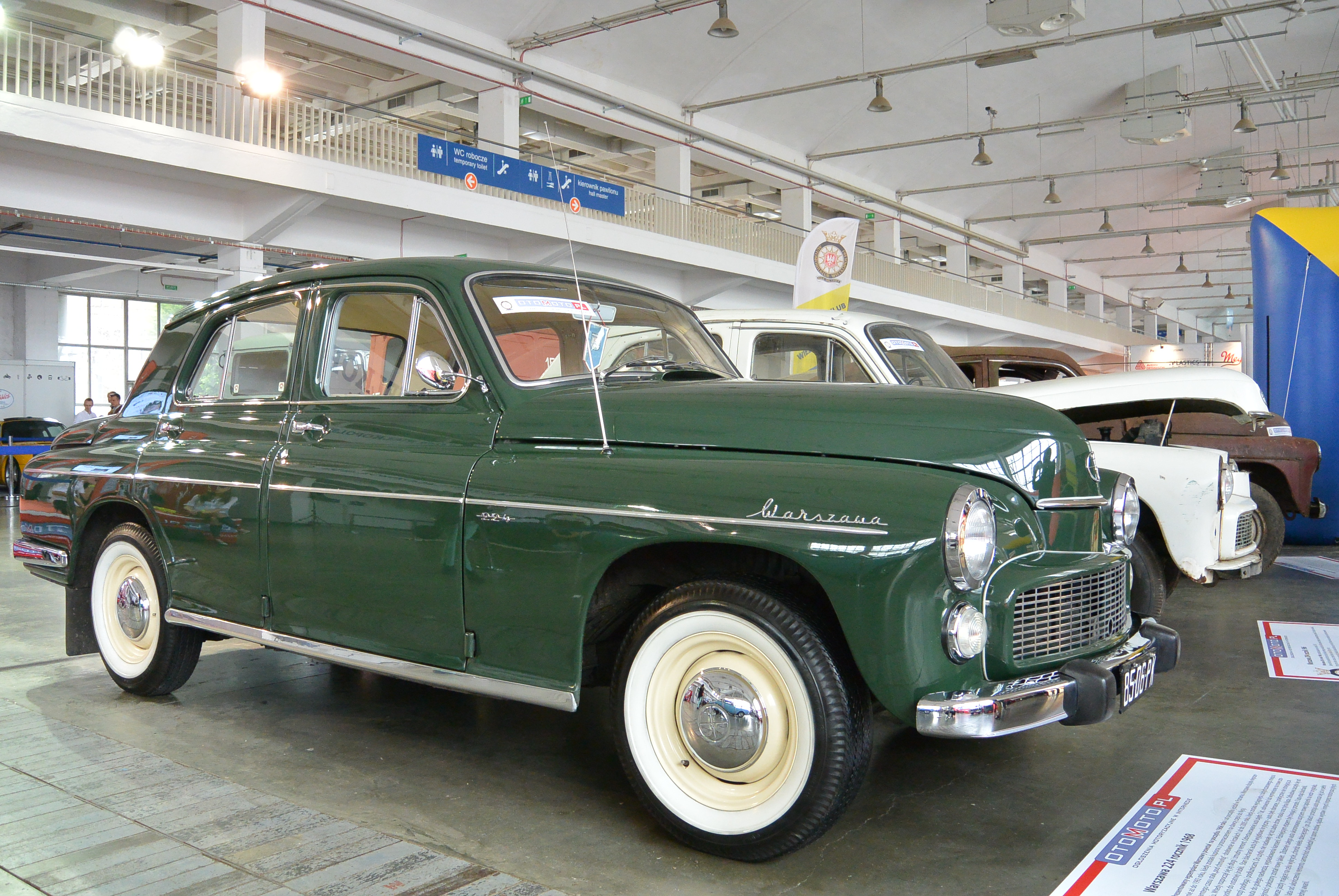
FSO Warszawa 224

Lata 1952 i 1953 to produkcja na poziomie 1,5 tys. aut rocznie. Do roku 1954 auta montowano jedynie z części przywiezionych z ZSRR. Dopiero w lipcu 1954 roku wyjechała pierwsza Warszawa zmontowana całkowicie z polskich części, a w 1955 r. udało się osiągnąć poziom 4 tys. egzemplarzy rocznie. W 1957 roku przeprowadzono na Warszawie pierwszą modernizację – zmieniono atrapę chłodnicy, przednie kierunkowskazy, koło kierownicy oraz wprowadzono ozdobne listwy boczne. Zmodernizowane auto otrzymało nazwę Warszawa M-20 model 57, którą zmieniono niedługo później na Warszawa 200. W 1958 roku wdrożono do produkcji użytkową wersję pick-up, której pierwszy prototyp zaprezentowano w 1955 roku.
Kolejna modernizacja tego auta nastąpiła w 1960 roku, w tylnej części nadwozia pojawiły się wówczas nowe zespolone lampy kierunkowskazów i świateł „stop”. W zawieszeniu zastąpiono przestarzałe amortyzatory ramieniowe teleskopowymi. Model ten uzyskał nazwę Warszawa 201. Dwa lata później rozpoczęto produkcje Warszawy 202 z górnozaworowym silnikiem S21 o mocy 70 KM.
W 1964 roku wprowadzono do produkcji następcę „garbatych” wersji, Warszawę 203/204 z nadwoziem typu sedan. Pierwsze 3 prototypy tego modelu zostały stworzone w 1961 roku. Auta te posiadały te same wersje silnikowe co ich poprzednicy 203 (silnik S21), 204 (silnik M-20). Rok później do wersji sedan dołączyło skonstruowane na jego bazie kombi o oznaczeniu 203K/204K. W 1968 po opatentowaniu przez firmę Peugeot trzycyfrowej nazwy modelu z zerem jako drugą cyfrą, zmieniono oznaczenie tych modeli na 223/224.
W roku 1964 opracowano następcę Warszawy: Warszawę 210. Model ten, gdyby nie uzyskano licencji na Polskiego Fiata 125p, zostałby wprowadzony do produkcji, jednak pozostał tylko prototypem. Największy poziom produkcji aut rodziny Warszawa osiągnięto w 1968 roku – 17 780 sztuk. W latach 1954–1973 wyeksportowano 72 834 Warszawy, głównie do Bułgarii (26 655) i na Węgry (21 142), a także do Chin, Turcji, Kolumbii, Gwinei, Birmy, Mongolii, Ekwadoru i 19 innych państw.
Ostatnia Warszawa zjechała z taśm montażowych FSO 30 marca 1973 roku. W ciągu 22 lat produkcji wyprodukowano 254 421 sztuk samochodów Warszawa. Dziś jest on rarytasem kolekcjonerskim.

### FSO Syrena

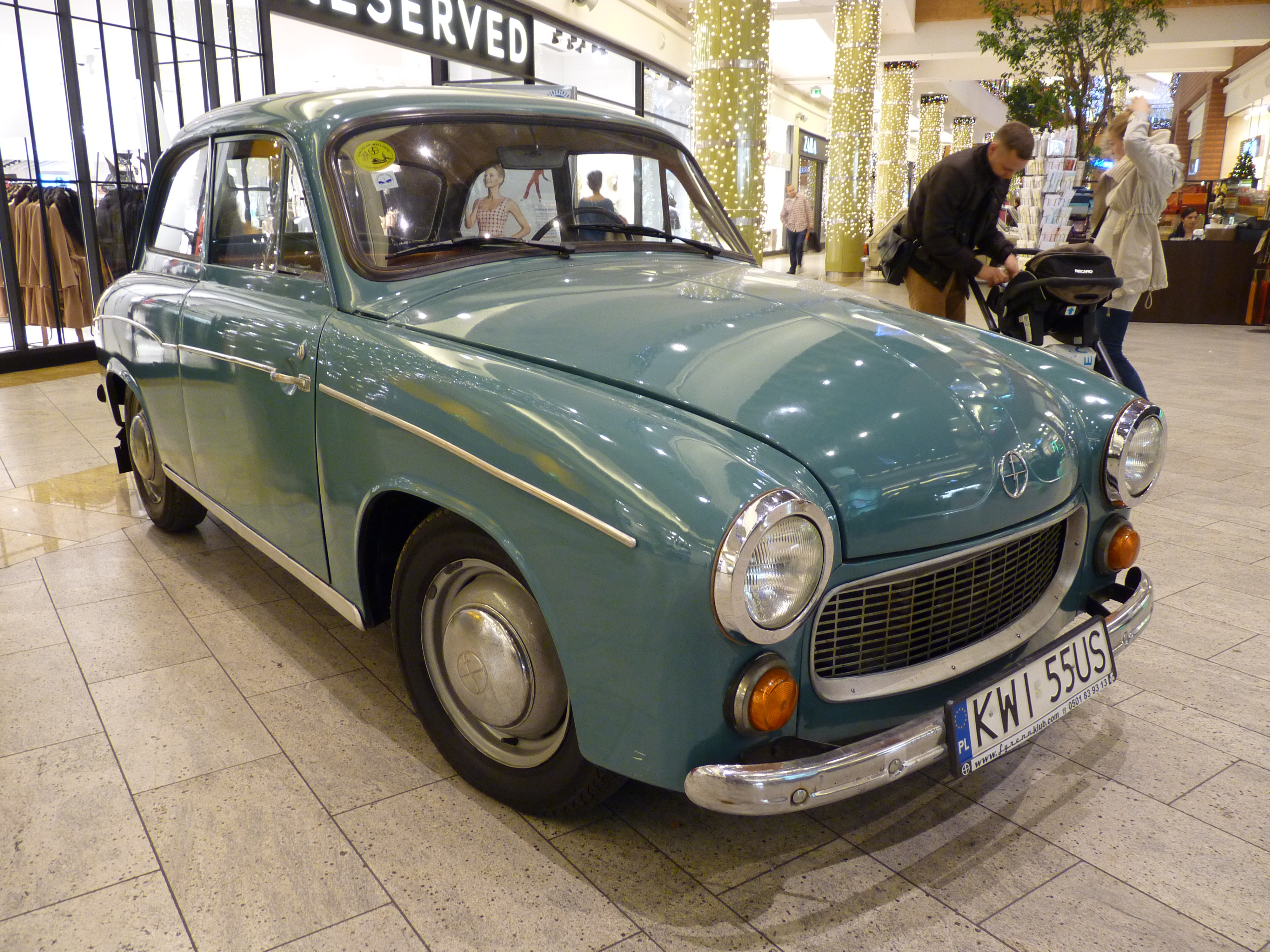
FSO Syrena 104

W grudniu 1953 roku zaprezentowano pierwszy w pełni polski prototyp auta małolitrażowego – Syrena. Model 100 zaprezentowany na Międzynarodowych Targach Poznańskich w 1955 roku zdobył duże uznanie wśród polskich kierowców, co doprowadziło do podjęcia przez władze w 1957 roku decyzji o seryjnej produkcji samochodów FSO Syrena.
W latach następnych pojawiły się kolejne modele Syreny od 101 do 105 oraz wersja rolnicza R20 i furgon Bosto, powstałe już po przeniesieniu produkcji do FSM. Samochód ten przeszedł łącznie ponad 800 zmian modernizacyjnych. Stworzono także kilka modeli studyjnych tego auta. W 1960 roku zaprezentowano prototyp Syreny Sport z nadwoziem z tworzyw sztucznych. Rok 1964 przyniósł natomiast prototyp jednego z pierwszych hatchbacków na świecie – Syreny 110, będącej potencjalnie nowoczesnym samochodem, który nie wszedł jednak do produkcji seryjnej z powodu zakupu licencji na wytwarzanie Fiata 125.
W 1972 roku produkcję Syreny 105 przeniesiono do Fabryki Samochodów Małolitrażowych w Bielsku-Białej.

### Polski Fiat 125p/FSO 125p

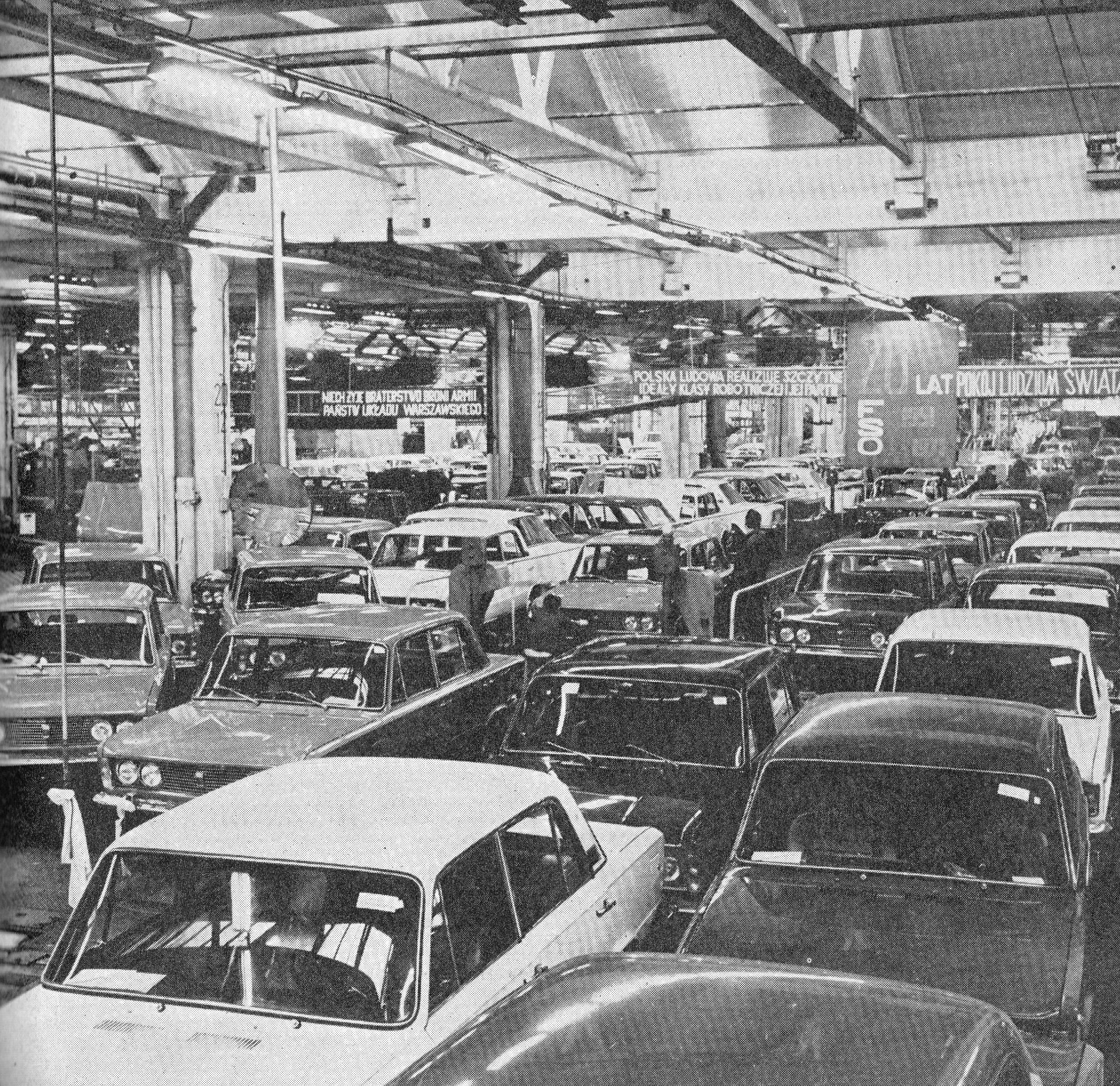
Wyprodukowane Polskie Fiaty 125p

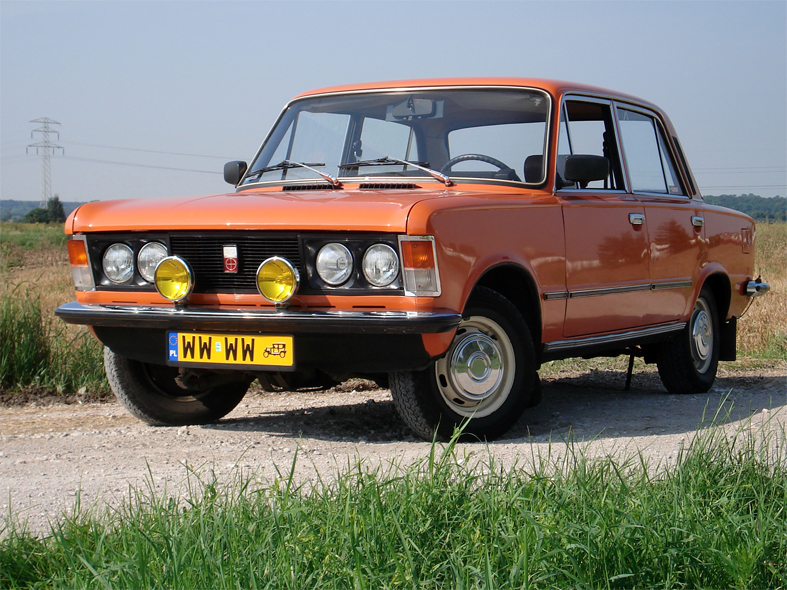
Polski Fiat 125p MR'80

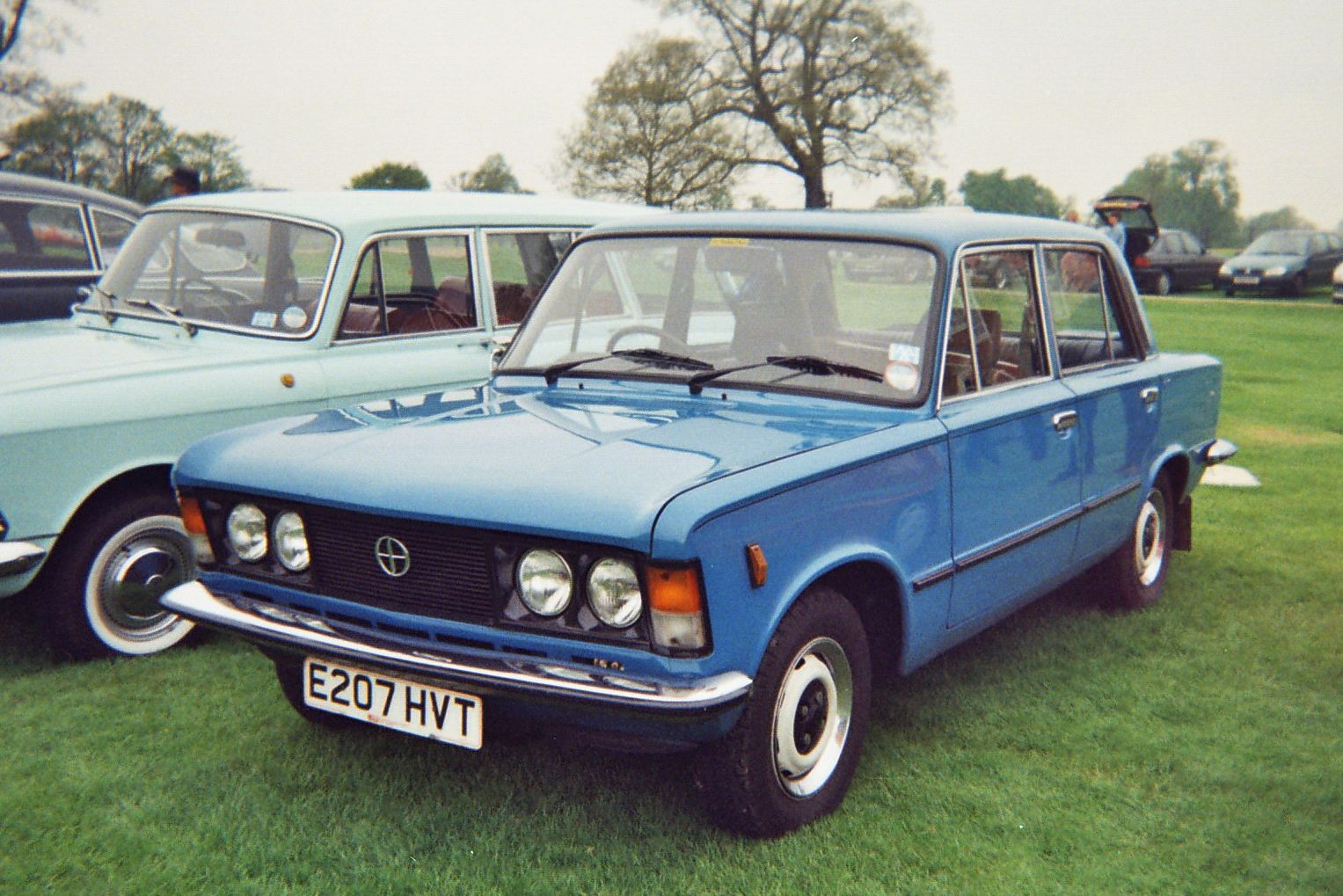
FSO 125p z kierownicą po prawej stronie (Wielka Brytania)

W 1965 roku uporczywie szukano następcy przestarzałej Warszawy. Istniały dwie idee dotyczące wprowadzenia do produkcji nowoczesnego modelu samochodu. Pierwsza zakładała wprowadzenie do produkcji auta konstrukcji krajowej (Syrena 110 oraz ewentualnie Warszawa 210). Druga opcja zakładała zakup licencji na nowoczesne auto zachodnie. Wybrano opcję drugą, gdyż gwarantowała ona znacznie szybsze tempo modernizacji fabryki oraz innych zakładów przemysłu motoryzacyjnego. Wraz z tą licencją zakupiono wiele technologii produkcji prefabrykatów i podzespołów, np. technologię odlewów sferoidalnych.
Negocjacje rozpoczęto z firmami Renault oraz FIAT. Propozycja francuska okazała się niezbyt atrakcyjna od strony finansowej i technicznej. Włoski koncern początkowo proponował Polsce licencję Fiata 1300/1500. Umowę na zakup licencji podpisano 22 grudnia 1965 roku. Na rok 1967 przewidziana była premiera nowego auta Fiat 125, który przed wprowadzeniem do produkcji został zaprezentowany polskiej stronie. Model ten zrobił na polskiej delegacji duże wrażenie, gdyż był atrakcyjniejszy oraz nowocześniejszy od typoszeregu 1300/1500. Jednak z powodu ograniczeń finansowych przemysłu motoryzacyjnego podjęto decyzję o skierowaniu do produkcji hybrydy modelów 125 oraz 1300, w wyniku czego:
- Polski Fiat 125p posiadał z modelu 125: nadwozie (aczkolwiek ze zmianami) oraz układ hamulcowy
- Z modelu 1300/1500: płytę podłogową, wnętrze, zawieszenie, silnik oraz skrzynię biegów.

Produkcję takiego auta rozpoczęto 28 listopada 1967 roku. Początkowo w ofercie znajdował się silnik 1300 o mocy 60 KM, silnik 1500 dołączył do oferty w roku 1969. W roku 1971 zaprezentowano oraz wprowadzono do produkcji wersję kombi, na bazie której rok później skonstruowany został użytkowy model pick-up. Dwa lata po wprowadzeniu do produkcji Kombi oraz sanitarki przeprowadzono pierwszą modernizację auta, w wyniku której pojazd otrzymał nową plastikową atrapę wlotu chłodnicy, nowe klamki kasetowe oraz dwuobwodowy układ hamulcowy. Dopiero po przeprowadzeniu tej modernizacji do produkcji skierowany został model pick-up.
W roku 1971 opracowano prototyp wersji z nadwoziem typu coupé – Polski Fiat 125p Coupé, który zaprojektował Zbigniew Wattson. W porównaniu z wersją sedan, powiększono szerokość ogumienia oraz zastosowano wzmocniony silnik 1500 (90 KM) pozwalający na osiągnięcie prędkości maksymalnej w granicach 170 km/h. Projekt nie został wdrożony do produkcji.
Rok 1974 przyniósł wdrożenie do oferty krótkiej serii modeli 1600 Monte Carlo oraz 1800 Akropolis, obydwa te modele posiadały silniki z samochodu Fiat 132. Zaprezentowano również 7-miejscowe limuzyny z nadwoziem otwartym lub zamkniętym oraz prototyp z nadwoziem kabrio.
W roku 1975 przeprowadzono kolejną modernizację auta: wprowadzono nowe lampy kierunkowskazów przednich, nowe zintegrowane lampy tylnych kierunkowskazów i świateł „Stop”, nową deskę rozdzielczą (projektant Valter de Silva), nową tapicerkę, zderzaki pozbawione kłów oraz wiele innych mniejszych technicznych zmian. Wprowadzono do sprzedaży limitowaną serię „Dużych Fiatów” z silnikami 2,0 litra. W roku 1976 osiągnięto rekord produkcji: 117 tys. egzemplarzy. Państwa, do których był eksportowany PF 125p to: Niemcy Zachodnie, Wielka Brytania, Austria, Francja, Egipt, Wenezuela, Kolumbia, Tajlandia, Indonezja, Irak, Iran, ChRL, Syria i Indie, oraz inne. Dodatkowo w Egipcie, w Kolumbii, Tajlandii i w Indonezji otworzono montownię PF 125p. W Jugosławii natomiast montowano pojazd pod nazwą Zastava 125pz. W Irlandii, Danii, Finlandii, Anglii, i we Francji otworzono centra techniczne.
W roku 1978 wprowadzono na rynek planowanego następcę PF 125p – Poloneza. „Duży Fiat” według planów miał być wycofany do roku 1982. Jednak 13 grudnia 1981 wprowadzono w Polsce stan wojenny. Produkcja spadła z 70 tys. 125p rocznie do 40 tys., ze względu na strajki i trudności kooperacyjne, a fabryka mocno przy tym ucierpiała.
1 stycznia 1983 roku wygasła umowa licencyjna między Fiatem a FSO, w związku z tym musiano zmienić nazwę auta na FSO 125p. Jednocześnie wprowadzono nowy system oznaczania wersji wyposażeniowych: 1.3/1.5C, 1.3/1.5L. Rok później rozpoczęto montowanie silników oraz skrzyń biegów z Poloneza. Pojawiają się wersje 1.3/1.5MC, 1.5ML, 1.5MS, a od roku 1985 1.5ME. Ostatnie roczniki otrzymywały oznaczenia FSO 1300 i FSO 1500.
W 1986 roku powstała seria 100 egzemplarzy modelu 1.6D z silnikiem Diesla firmy Volkswagen oraz wprowadzono do produkcji rzadko spotykaną wersję 1.6ME. W latach 1968–1991 wyeksportowano łącznie 874 966 Polskich Fiatów 125p i FSO 125p, główni importerzy: Jugosławia (114 tys.), Czechosłowacja (82 662), Węgry (67 887), oraz wysyłano je w dużych liczbach do Wielkiej Brytanii, Francji, Iraku, Egiptu, Kuwejtu.
Ostatni Duży Fiat zjechał z taśm montażowych 29 czerwca 1991 roku. Łącznie wyprodukowano 1 445 699 Polskich Fiatów 125p.

### FSO Polonez

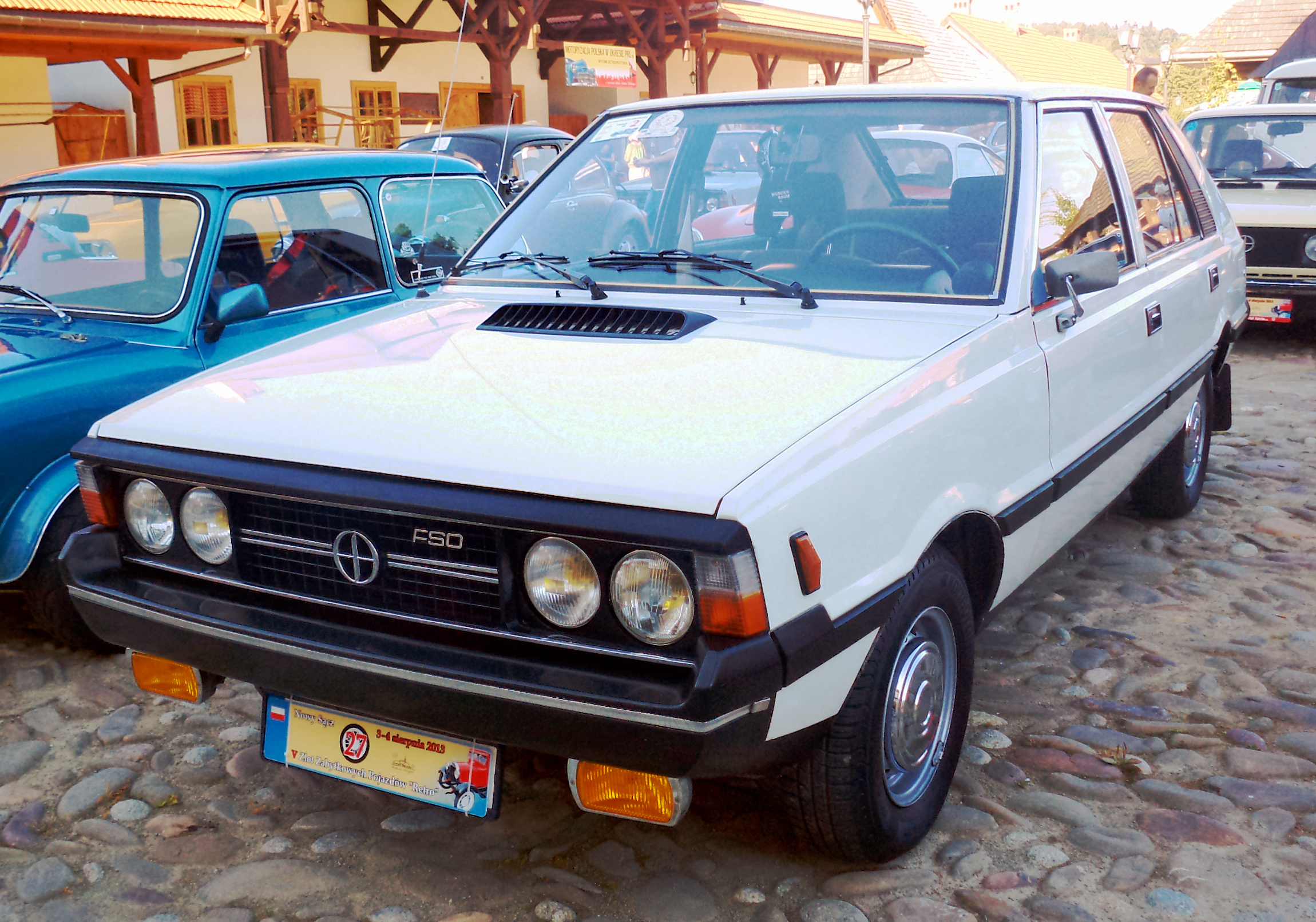
FSO Polonez MR'78

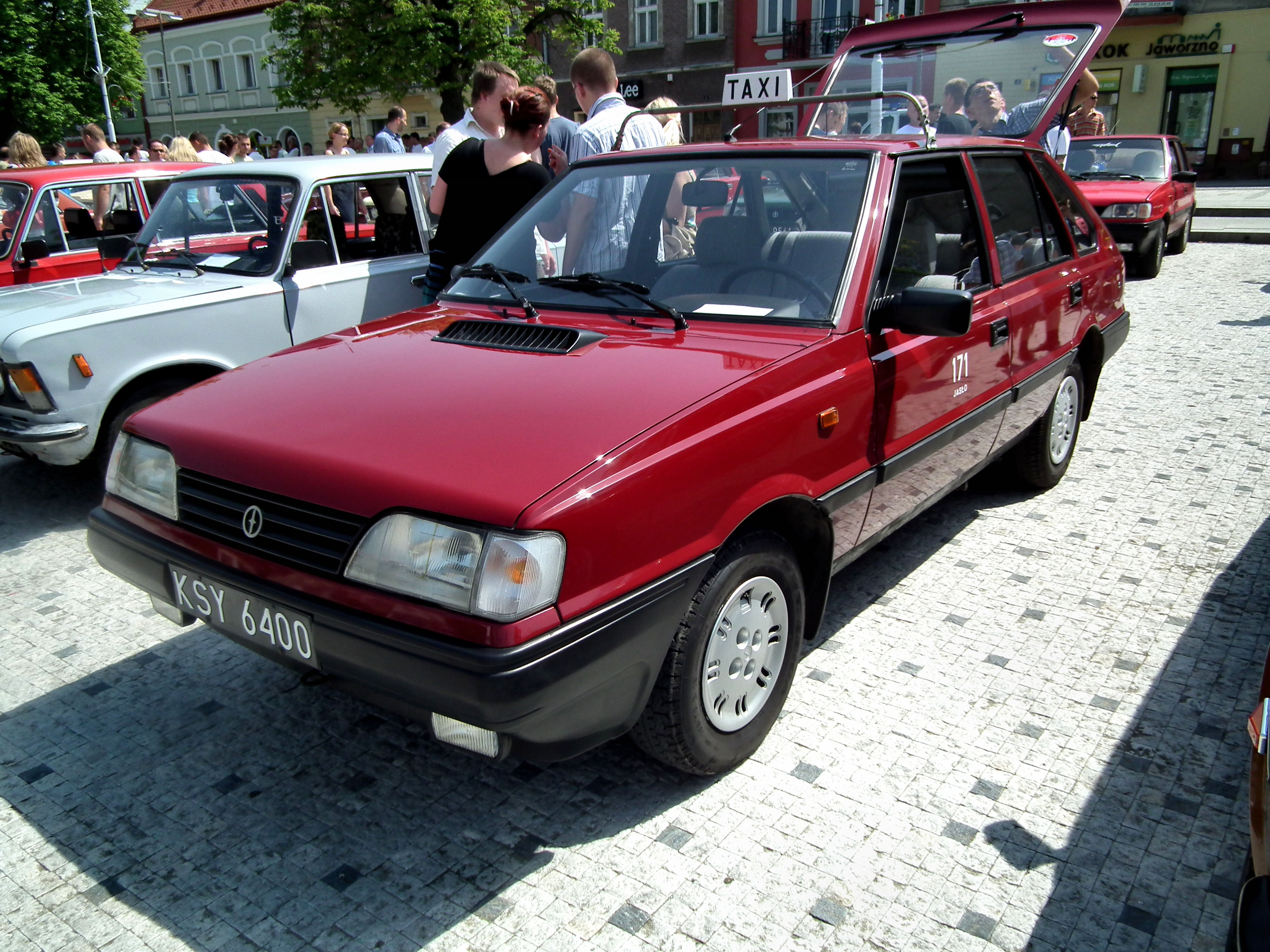
FSO Polonez Caro MR'91

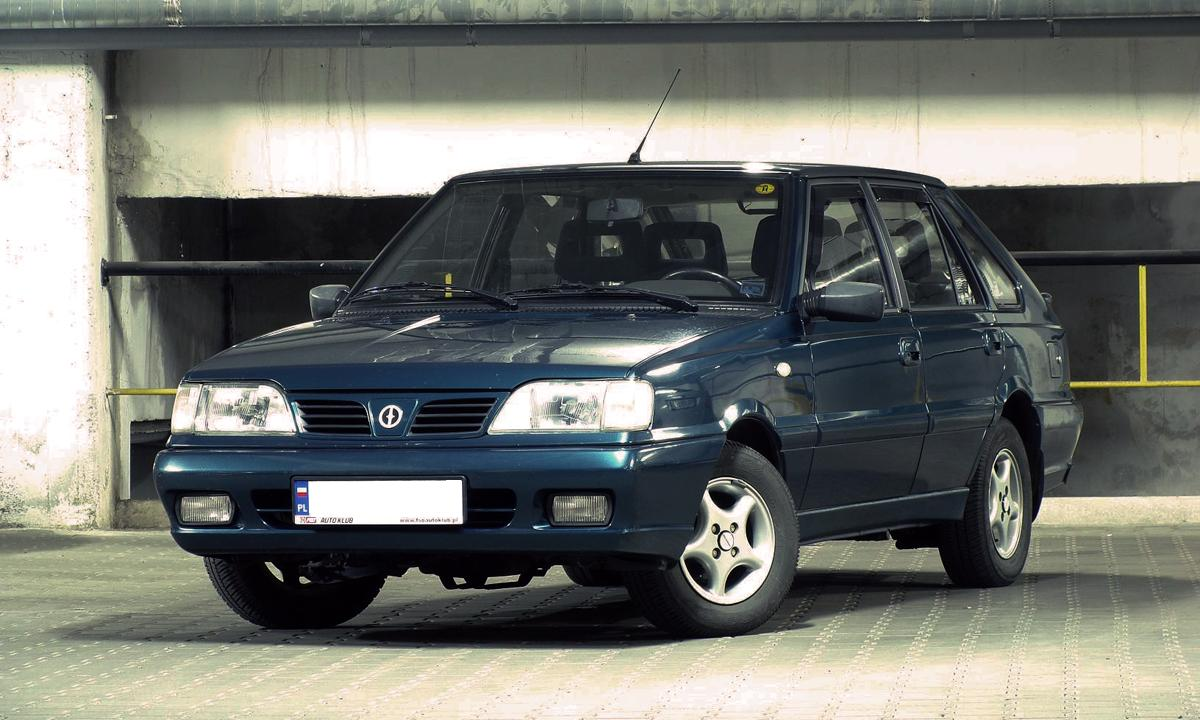
Daewoo-FSO Polonez Caro Plus MR'97

Kolejnym etapem rozwoju polskiej fabryki była produkcja całkowicie nowego pojazdu – Poloneza, którego nazwę wybrali czytelnicy Życia Warszawy. Opracowanie założeń konstrukcyjnych nowego modelu oraz technologii jego wytwarzania realizowane było przez konstruktorów z FSO, przy współpracy ze specjalistami FIAT-a. Auto oparto na konstrukcji Polskiego Fiata 125p.
Pierwszy samochód z taśm montażowych zjechał 3 maja 1978 roku i od razu stał się sztandarowym produktem polskiego przemysłu motoryzacyjnego. Zakupiono od Fiata licencję na rodzinę silników o pojemności od 1,6 do 2,0 dm³. Obejmowała ona trzy silniki benzynowe (bez diesla). Jednak kłopoty gospodarcze przełomu lat 70. i 80. spowodowały, że nie weszła ona do produkcji i Polonez został wyposażony w zmodernizowane podzespoły Polskiego Fiata 125p. W najlepszych latach dostarczano na rynek ponad 100 tys. Polonezów rocznie. W sumie wyprodukowano ich łącznie 1 061 807 w różnych odmianach (bez dostawczych Trucków). W czerwcu 1999 roku po raz pierwszy nie znalazł się w dziesiątce najlepiej sprzedawanych w Polsce samochodów.
Samochód ten kilkakrotnie znacząco unowocześniano. W 1989 roku pojawił się model przejściowy – MR'89, który wyposażony został w tylne lampy zastosowane później w modelu Caro. W 1991 roku pojawił się na rynku FSO Polonez Caro. Miał zmodernizowaną sylwetkę m.in. przednią część nadwozia. W 1993 roku na targach w Poznaniu zaprezentowano Poloneza Caro MR'93, w którym zmiany obejmowały już poszerzenie o 6 cm rozstawu kół, nowe wiązki elektryczne, mówiono o nowej konstrukcji i technologii produkcji tłoków, co miało poprawić trwałość silnika.
Od 1992 roku dostępny był Polonez z silnikiem Diesla dostarczanym przez Citroëna. Natomiast w grudniu 1993 roku wprowadzono na rynek samochód z benzynowym silnikiem Rovera o poj. 1,4 dm³ osiągającym moc 103 KM.
W latach 1978–1997 wyeksportowano 226 966 Polonezów, głównie do Chin (41 tys.) i Wielkiej Brytanii (31 tys.). W Chinach w latach 90. jedna z lokalnych firm wykonywała prymitywne technicznie pirackie kopie Polonezów, wzorowanych na egzemplarzach tam wyeksportowanych. W latach 1983–1992 Polonez był montowany z zestawów dostarczanych z Polski przez egipską firmę Nasr.
Zanim jeszcze FSO weszła w spółkę z Daewoo, na Żeraniu opracowano trójbryłową wersję Poloneza o nazwie Atu. Jego premierę odkładano przez wiele miesięcy ze względu na wady konstrukcyjne niektórych elementów. Ostatecznie produkcję wersji sedan Poloneza rozpoczęto wiosną 1996 roku. Rok później przeprowadzono modernizację Polonezów, wprowadzając linię Plus (kolejna próba unowocześnienia pojazdu). W roku 1999 wprowadzono model Kombi. Od lat 90. część modeli Poloneza Trucka powstającego w Zakładzie Samochodów Dostawczych w Nysie, zwłaszcza egzemplarze przeznaczone na eksport, była montowana w Warszawie.
Z dniem 22 kwietnia 2002 roku produkcję oficjalnie zawieszono, jednak tak naprawdę definitywnie zakończono, gdyż pozbyto się wszystkich tłoczników niezbędnych do produkcji tego auta (płyty podłogowej, boków nadwozia). Łącznie wyprodukowano 1 061 807 Polonezów (bez Trucków).

### FSO MatiziFSO Lanos

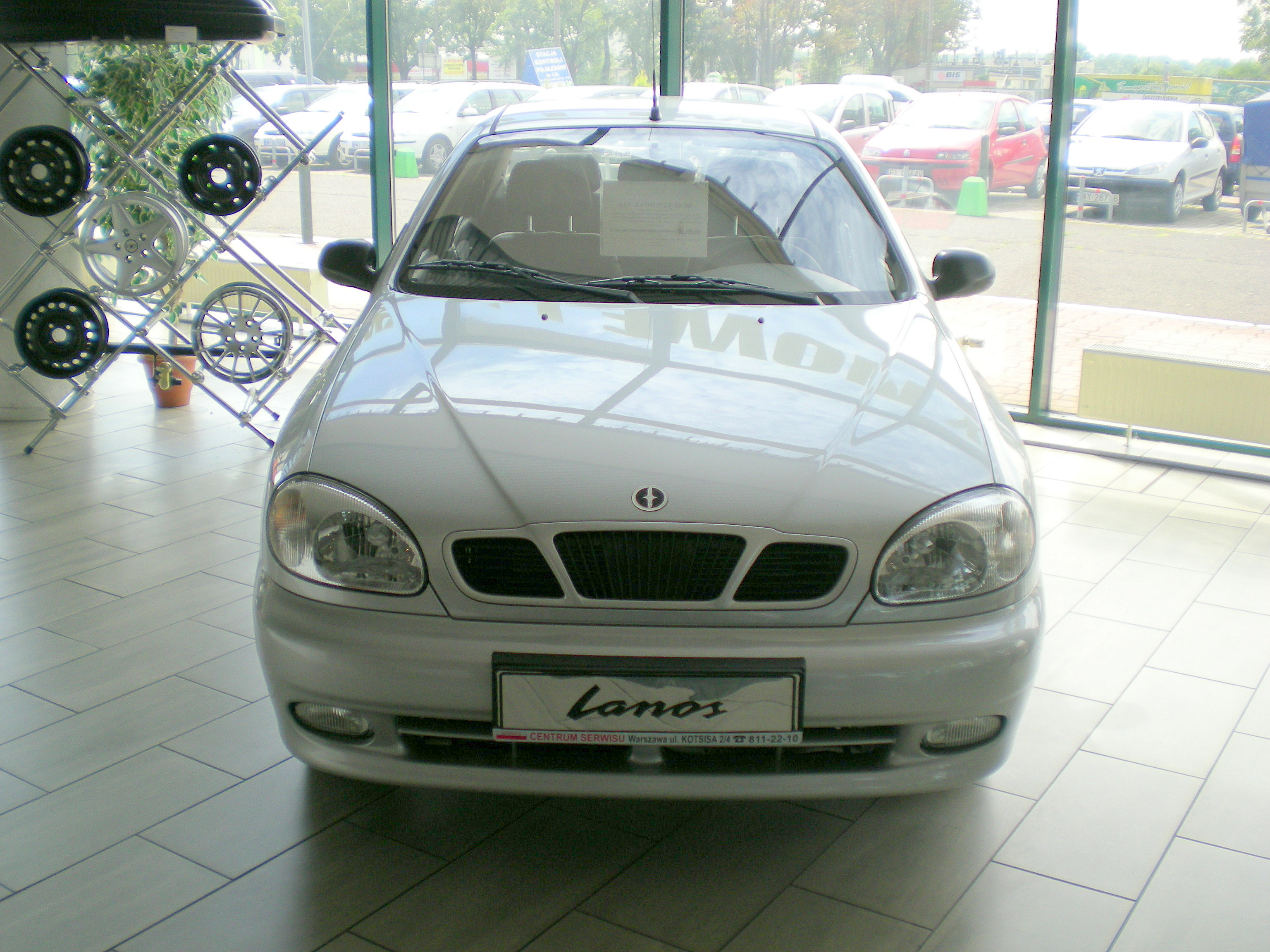
FSO Lanos Plus

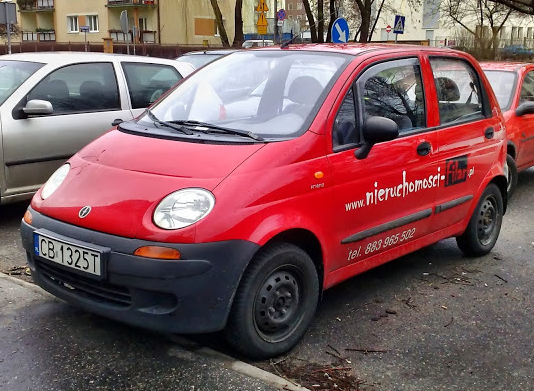
FSO Matiz produkowany w FSO

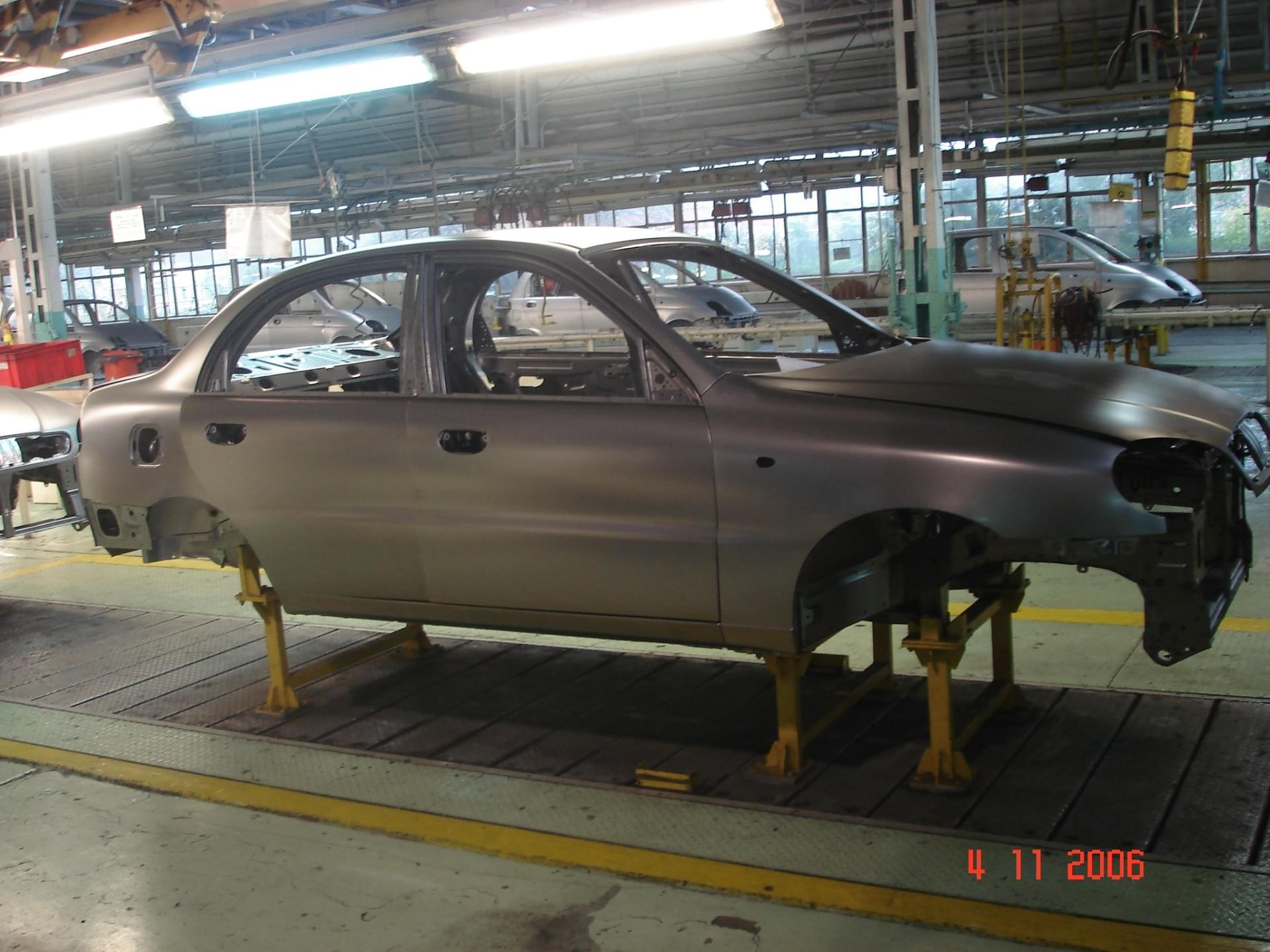
Linia montażowa FSO Lanosa i Matiza w 2006 roku

16 sierpnia 1995 roku podpisany został list intencyjny pomiędzy Ministerstwem Przemysłu i Handlu a koncernem Daewoo w sprawie udziału konsorcjum w prywatyzacji Fabryki Samochodów Osobowych w Warszawie. W wyniku przekształceń właścicielskich powołano spółkę Daewoo-FSO, która rozpoczęła działalność 28 marca 1996 roku. Początkowo Daewoo posiadało 10% akcji Daewoo-FSO, z czasem zwiększając udziały w spółce. Umowa prywatyzacyjna zobowiązywała koreański koncern do poczynienia inwestycji finansowych w celu modernizacji warszawskiej fabryki i jej wyrobów. Daewoo zobowiązało się do modernizacji Poloneza oraz wprowadzenia do produkcji samochodów nowej generacji, produkowanych głównie z polskich komponentów. Zakładano zwiększenie mocy wytwórczych do 500 tys. aut od roku 2001.
W drugiej połowie 1996 roku rozpoczęto w FSO montaż SKD modelu Daewoo Tico. Trwał on do pierwszego kwartału 2001 roku. W sumie zmontowano 126 406 szt. tych modeli z przeznaczeniem na rynek polski. W podobny sposób zmontowano w Daewoo-FSO w latach 1996–1999 20 576 szt. modelu Daewoo Espero, a także modele Daewoo Leganza (1997-2001) oraz Tacuma (2000-2001). W 1997 roku uruchomiono produkcję Daewoo Lanos i Daewoo Nubira, a w 1998 roku Daewoo Matiz.
W październiku 1999 roku rozpoczęto eksport samochodów marki Daewoo. Pierwsza partia 180 żerańskich Lanosów trafiła na rynek Słowacji. Z czasem zwiększano liczbę odbiorców zagranicznych m.in. o Czechy, Słowenię, Chorwację, Włochy, Niemcy, Hiszpanię, Francję czy Węgry.
24 września 2004 roku zmieniono nazwę spółki z Daewoo-FSO na FSO. Od początku 2005 roku modele Matiz i Lanos były produkowane całkowicie w Polsce i sprzedawane pod marką FSO. Prawa do tej produkcji ważne były do końca 2006 roku (sprzedaż do połowy 2007 r.), jednak FSO przedłużyło licencję na produkcję Lanosa i Matiza do końca 2008 roku (sprzedaż do połowy 2009 r.). Moce produkcyjne fabryki sięgały 250 tysięcy aut rocznie, w roku 2005 wykorzystywano je tylko w 60%. Około 90% produkcji przedsiębiorstwa było eksportowane na Ukrainę. Trafiał tam jedynie FSO Lanos.
14 października 2005 roku ukraiński AwtoZAZ kupił za 100 zł od Skarbu Państwa kontrolny pakiet 19,9% akcji FSO, które dawały 84,31% głosów na walnym zgromadzeniu akcjonariuszy. Koncern zobowiązał się do inwestycji za 80 mln euro.
W lutym 2007 roku zakończono produkcję FSO Matiza. Latem tego samego roku, wprowadzono atrakcyjniejszą wersję FSO Lanosa, pod nazwą FSO Lanos Plus. Cechowała się ona m.in. grillem lakierowanym pod kolor nadwozia, przyciemnianymi reflektorami przednimi i tylnymi. Hatchbaki były oferowane tylko w dwóch kolorach: czarnym i czerwonym. Dodatkowo Lanosy Plus posiadały bogatsze wyposażenie standardowe. Od połowy 2008 roku, na polskim rynku były dostępne tylko Lanosy w wersji Plus. 3 października 2008 zakończono produkcję FSO Lanosa.
Od roku 2000 sprzedaż samochodów produkcji Daewoo-FSO, a następnie FSO stopniowo malała. Marginalizacja pozycji warszawskiego producenta zdynamizowała się w latach 2004–2008 roku. Jeszcze w 2005 roku do klientów trafiło 1889 sztuk Matizów i Lanosów, jednak kolejne lata przyniosły drastyczny spadek zainteresowania autami z FSO. W 2006 było to 439 sztuk, w 2007 – 374 sztuki, a w 2008 roku jedynie 172 egzemplarze.

### Chevrolet Aveo

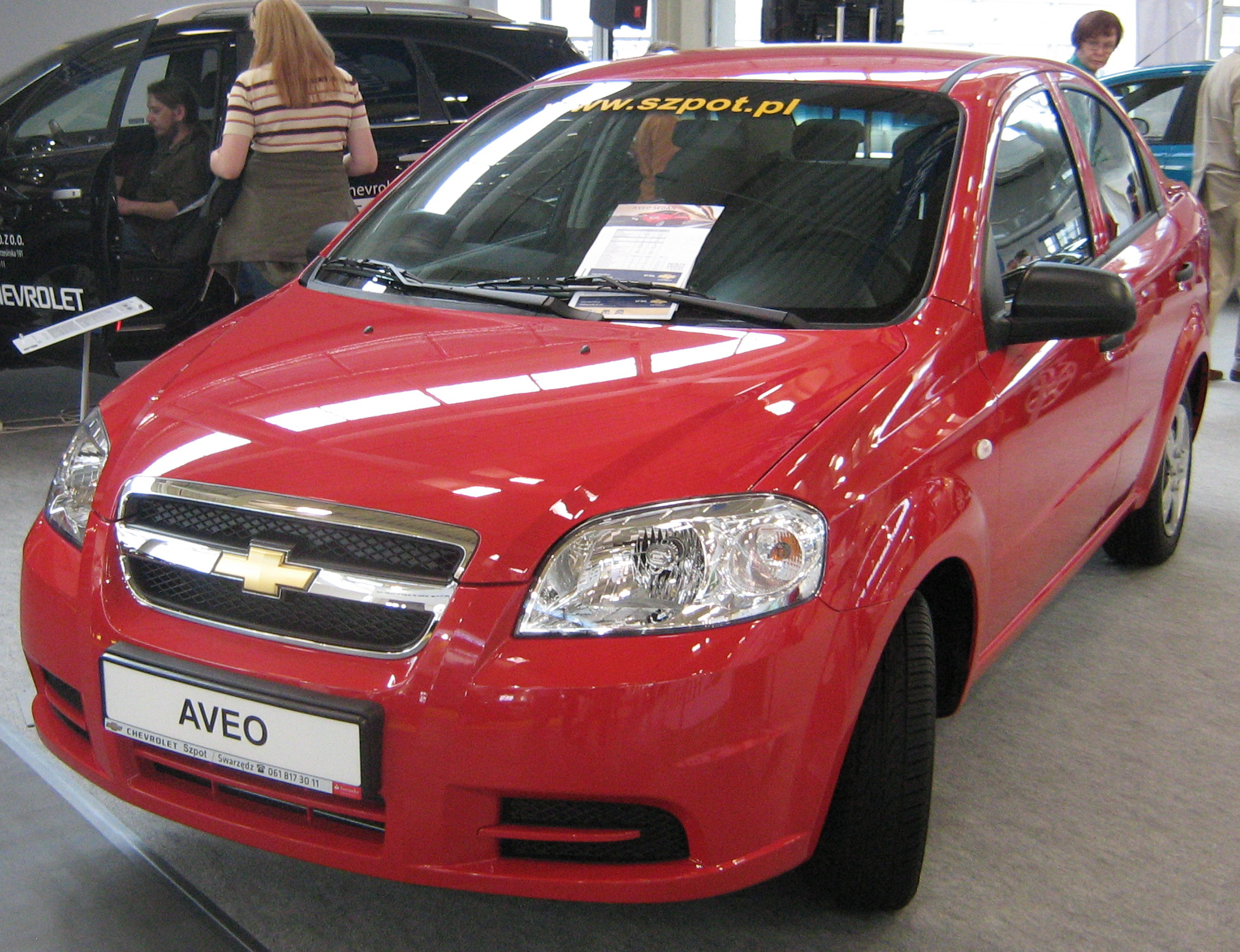
FSO Chevrolet Aveo

W połowie 2006 roku właściciel FSO – ukraiński AwtoZAZ podpisał umowę licencyjną z amerykańskim General Motors na produkcję zupełnie nowego samochodu – Chevroleta Aveo w wersji sedan, a od lipca 2008 roku także z 3- i 5-drzwiowym nadwoziem typu hatchback. Dla potrzeb produkcji Aveo powołano nową spółkę, której udziałowcami byli FSO (60%) i GM (40%), FSO udostępniła zakład produkcyjny, GM zaś wkład finansowy. Pierwszy, szkoleniowy egzemplarz zjechał z taśm FSO 11 lipca 2007 roku. Także w lipcu rozpoczęła się próbna produkcja tego samochodu, natomiast od 6 listopada seryjna.
FSO opracowało również własną wersję samochodu Chevrolet Aveo, który różnił się od pozostałych silnikiem Daewoo z samochodu Lanos. Wersja ta była dedykowana specjalnie na rynek ukraiński, gdzie Lanos cieszył się bardzo dobrą opinią, a jego silniki były dobrze znane.
W 2007 roku FSO zanotowała największe tempo wzrostu produkcji w stosunku do roku poprzedniego (ponad 200%). Przedsiębiorstwo miało ponad 20% udziału w ogólnokrajowej produkcji samochodów. Lanos stanowił do 98,1% produkcji FSO. Z powodu nałożonego przez Komisję Europejską ograniczenia produkcji do 150 000 egzemplarzy, produkcja Aveo była zwiększana kosztem powolnego wygaszania produkcji FSO Lanosa. Jego produkcję w Polsce zakończono w październiku 2008 roku, przenosząc ją na Ukrainę i pozostawiając część produkcji podzespołów. W 2008 roku FSO wyprodukowała ok. 150 tys. samochodów, jednak kryzys w branży motoryzacyjnej wymusił ograniczenie produkcji i na rok 2009 planowana była produkcja około 44 tys. samochodów. Na początku 2009 roku załoga koncernu liczyła 2500 pracowników. W kwietniu 2009 roku zwolniono 600 osób z załogi fabryki, a w maju 2009 r. zatrzymano linie produkcyjne w FSO i 1500 pracowników zostało wysłanych na przymusowy urlop do 22 czerwca. W zakładzie pozostało 200 osób. Następna miesięczna przerwa w produkcji planowana była od połowy lipca do połowy sierpnia. Powodem zwolnień i zatrzymania produkcji były problemy ze zbytem samochodów, bowiem o ile fabryka oddłużona przez ukraińskiego właściciela – koncern UkrAWTO – była wówczas w dobrej kondycji finansowej, to zbyt samochodów odbywał się przez amerykański koncern General Motors, który był zagrożony bankructwem w 2009 roku.
Zakłady należące do FSO zajmowały 110 ha, rozległość terenów stała się ważnym czynnikiem osłabiającym kondycję spółki w końcowym okresie produkcji samochodów, ponieważ w 2009 roku władze Warszawy podwyższyły opłatę za użytkowanie wieczyste tych terenów z 7 do 22 mln zł rocznie.
W lutym 2011 roku wygasła licencja na produkcję Aveo i nie została tu wznowiona produkcja nowej wersji tego modelu Chevroleta. Na decyzję tę miał wpływ nie tylko kryzys światowy (do końca sierpnia 2010 r. FSO wyprodukowało tylko 27,1 tys. samochodów, czyli o 41% mniej niż w 2009 r.), ale także wchodzący w życie traktat o wolnym handlu, w wyniku czego samochody sprowadzane z Korei Południowej do Unii Europejskiej zwolnione były z 10% cła.
Chevrolet Aveo był ostatnim modelem samochodu produkowanym w warszawskim zakładzie.

### Po 2011 roku
W latach 2010–2015 ZAZ intensywnie poszukiwało dla FSO nowego strategicznego partnera branżowego. Wśród potencjalnych nowych współpracowników FSO wymieniało się m.in. chiński koncern Chery Automobile, ten jednakże postanowił zbudować fabrykę w Turcji. Do marca 2011 roku zwolnienia otrzymało ponad 1800 osób z załogi FSO, pieniądze na odprawy były pozyskiwane ze sprzedaży gruntów, na których zlokalizowano zakład. Do listopada sprzedano tor jazd próbnych, wyburzono hale odlewni i montowni silników. Pomimo sprzedaży części majątku, władze spółki deklarowały gotowość zakładów do podjęcia produkcji w ciągu kilku miesięcy od podpisania umowy z ewentualnym inwestorem, zapowiadając możliwość osiągnięcia wydajności zakładu na poziomie 250 tys. samochodów rocznie. Równocześnie szanse na wznowienie produkcji były niewielkie, ponieważ fabryki tylko w Europie miały łączne zdolności produkcyjne na poziomie ok. 26 mln pojazdów rocznie, tj. o 7 mln więcej niż ówczesny światowy popyt.
W sierpniu 2014 roku prezes FSO w wywiadzie zapewnił, że pomimo braku produkcji kondycja spółki była dobra i nie posiadała ona zadłużenia, a nawet wypracowała zysk. Grupa kapitałowa FSO przeprowadziła dywersyfikację działalności, produkując układy wydechowe, kolumny McPhersona, zbiorniki paliwa, samochodowe wiązki elektryczne, ogrodzenia, lampy, klocki Lego, podzespoły do wyrobów AGD, grupa sprzedawała także i serwisowała samochody oraz prowadziła wynajem hal produkcyjnych i powierzchni biurowych.
Od czerwca 2015 roku głównym udziałowcem FSO została cypryjska spółka Alemeda Investments LTD z siedzibą w Limassol na Cyprze. Spółka została utworzona w lutym 2015 roku przez koncern UkrAWTO, który przekazał jej 95% udziałów żerańskiej spółki. Po przymusowym wykupie akcji od udziałowców mniejszościowych pakiet udziałów Alemeda Investments wzrósł do ponad 99%.
W 2017 r. Prokuratoria Generalna Rzeczypospolitej Polskiej, występując w imieniu Skarbu Państwa, wytoczyła spółce Awto-ZAZ proces za niewywiązanie się ze zobowiązań zawartych w umowie zakupu akcji FSO. Skarb Państwa domagał się od ukraińskiego przedsiębiorstwa odszkodowania w wysokości 250 mln zł. Awto-ZAZ uznała stawiane jej zarzuty za bezpodstawne. 3 października 2018 r. Sąd Okręgowy w Warszawie oddalił pozew Skarbu Państwa przeciwko ZAZ.
29 lipca 2021 r. spółka OKAM odkupiła od FSO 62 ha terenów dawnych zakładów. 1 czerwca 2023 r. Mazowiecki Wojewódzki Konserwator Zabytków, na wniosek stowarzyszenia Porozumienie Dla Pragi, podjął decyzję o rozpoczęciu procedury wpisu do rejestru zabytków kilku obiektów (m.in. budynku dyrekcji, bramy głównej, hali kolebkowej). We wrześniu 2023 OKAM przedstawił plany zagospodarowania pofabrycznego terenu do 2050 roku (m.in. wybudowanie 12 tys. mieszkań, punktów usługowych, biur, szkół oraz obiektów kulturalnych). Inwestycja jest brandowana pod nazwą F.S.O. Park i docelowo na jej terenie będzie znacznie ograniczony udział samochodów.
W dniu 18 października 2024 roku wpisano halę kolebkową (będącą najstarszym budynkiem kompleksu FSO) do rejestru zabytków. Oprócz niej w spisie ujęto tereny, na których stoją budynek dyrekcji i brama główna, fragmenty hal spawalni i tłoczni wraz z rampą wjazdową oraz są poprowadzone ciągi komunikacyjne między nimi.
Od 2025 r. roku planowana jest realizacja I etapu przebudowy pofabrycznych terenów, w którym ma powstać szkoła trzyciągowa dla ponad 650 uczniów.
Fabryka Samochodów Osobowych jako firma formalnie istnieje do dziś. Posiada udziały w podmiotach zależnych, do których należą: spółki produkcyjne (Hangyang ZAS, SZP Plast Industries, ZKM Ełk) i spółki usługowe (Autoparts i Towarowa 33). Posiada także działkę z halą produkcyjno-magazynową w Kożuchowie. W listopadzie 2023 r. spółka FSO przeniosła swoje biuro na ulicę Witkiewicza. Grupa Kapitałowa FSO zatrudnia w Polsce obecnie około 1400 pracowników. W styczniu 2024 r. przedsiębiorstwo na swojej stronie internetowej opublikowało oświadczenie dotyczące kompatybilności silników benzynowych samochodów produkowanych lub sprzedawanych przez FSO do spalania paliwa E10.

## Kalendarium
1948:

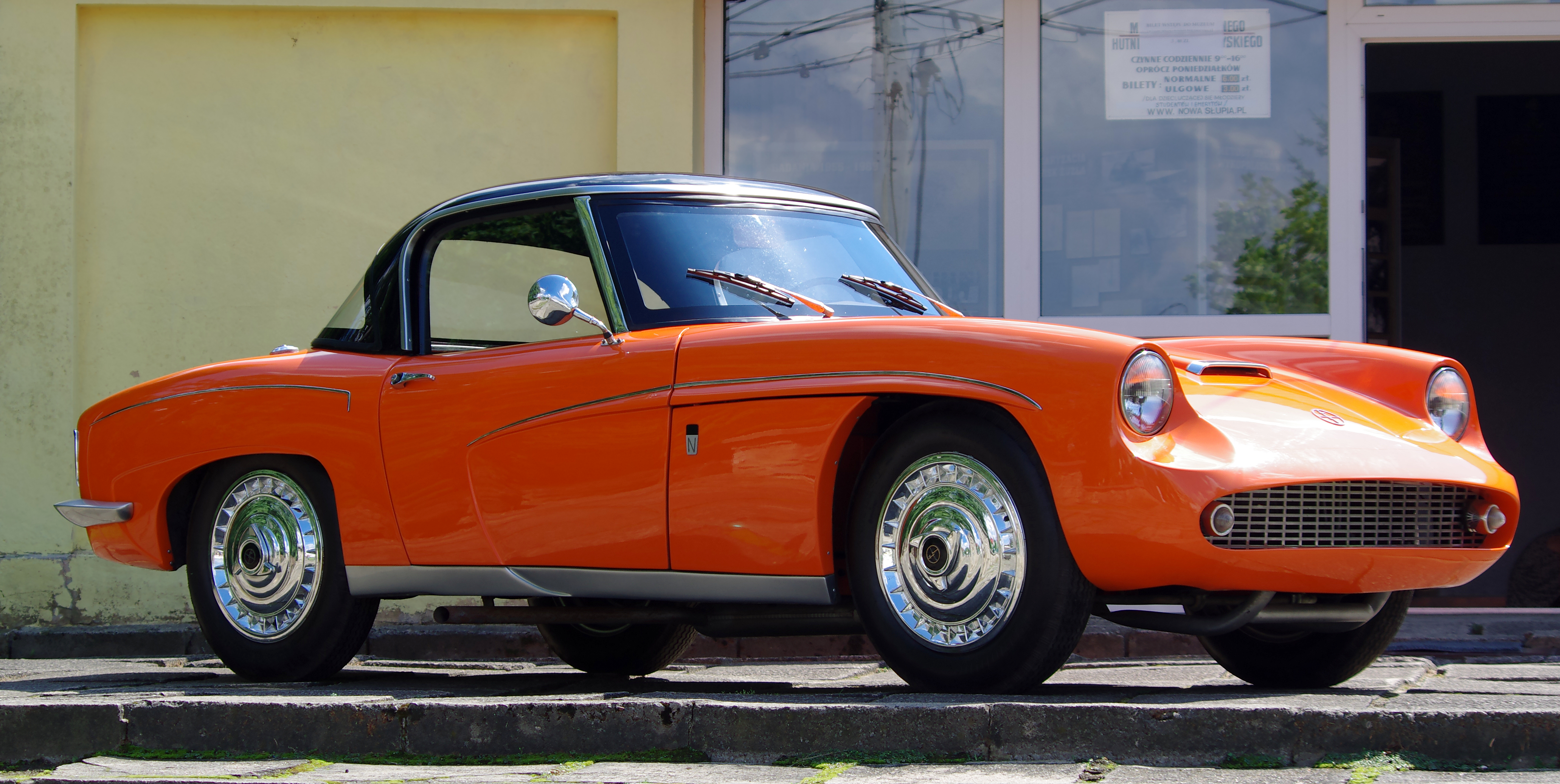
Replika wzorowana na Syrenie Sport z 1960 roku

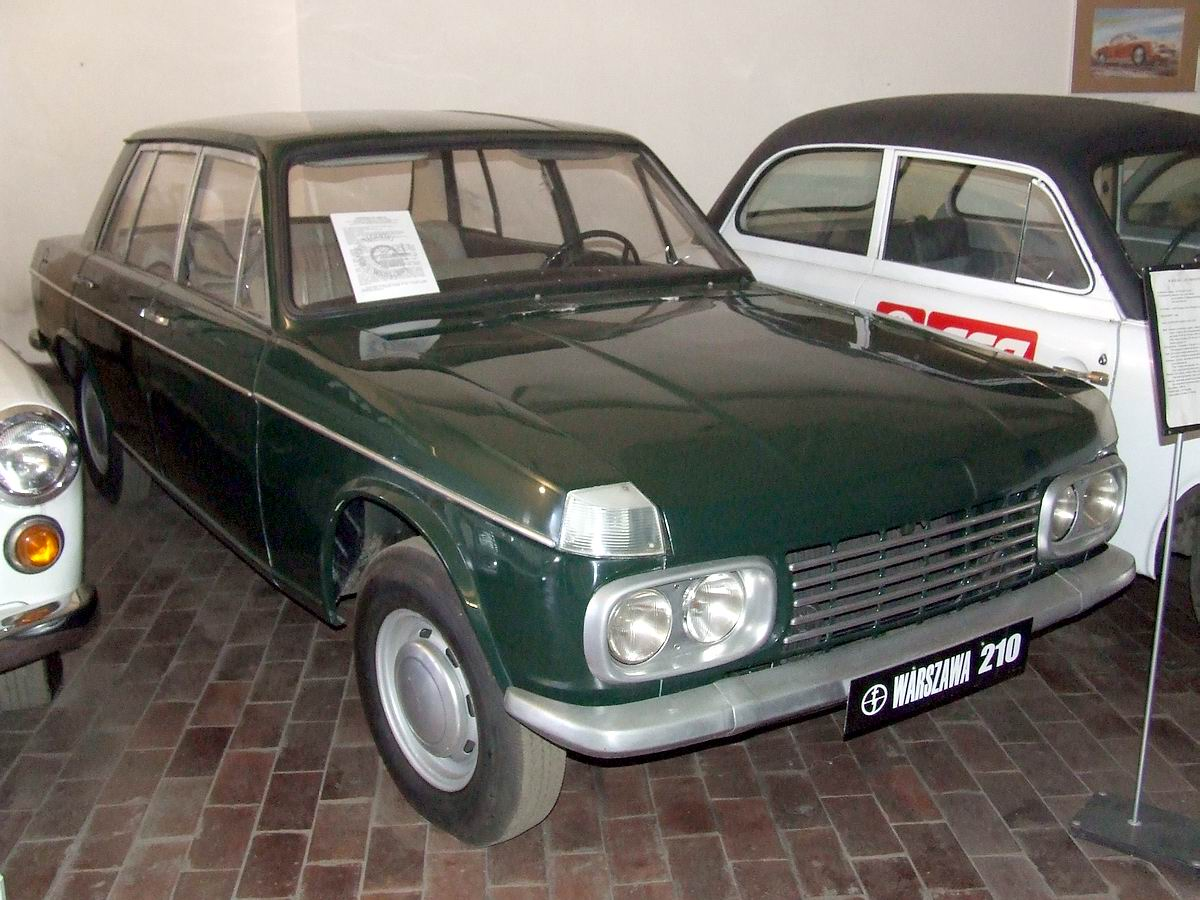
Niezrealizowany projekt Warszawy 210 z 1964 roku

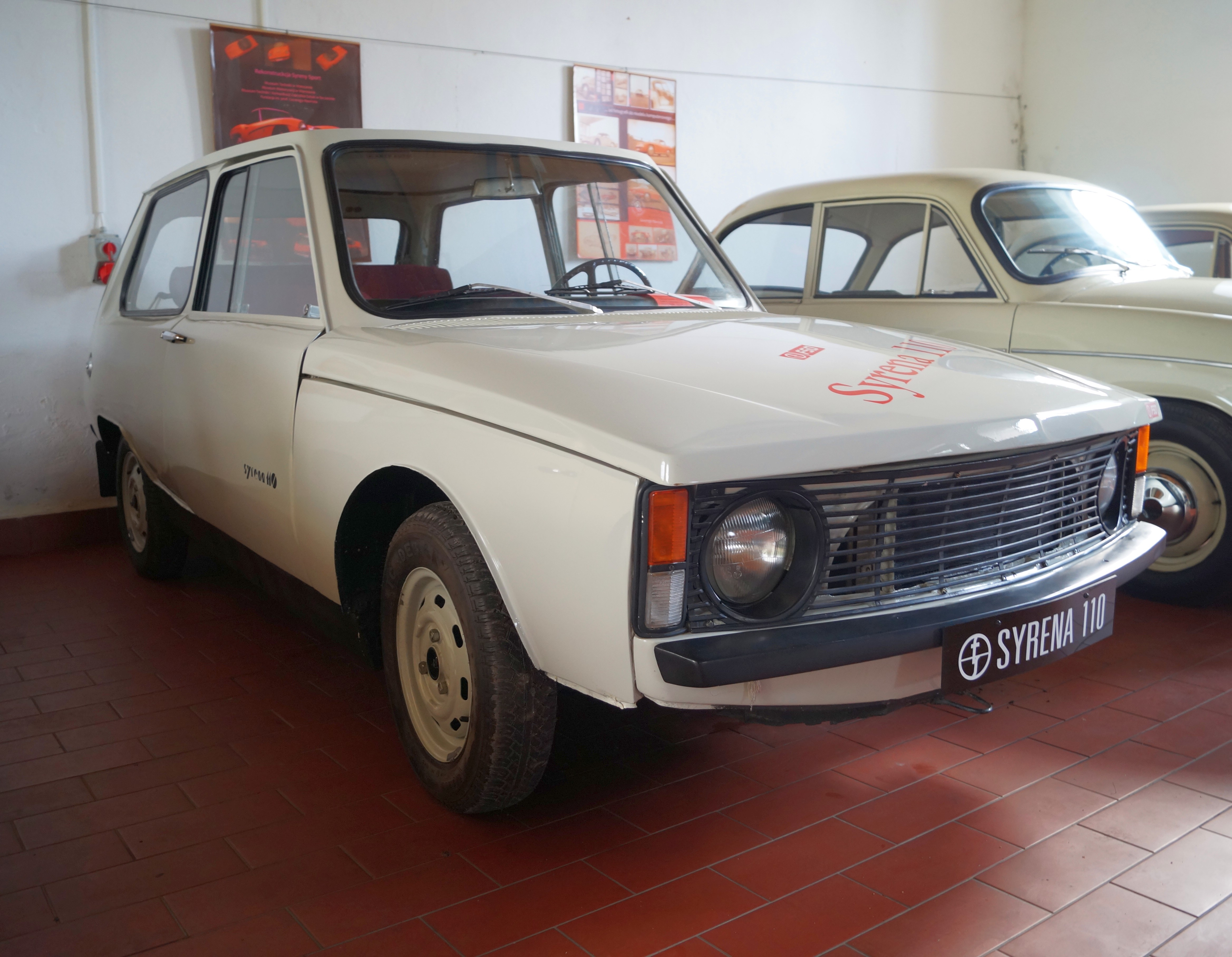
Niezrealizowany projekt Syrena 110 z 1965 roku

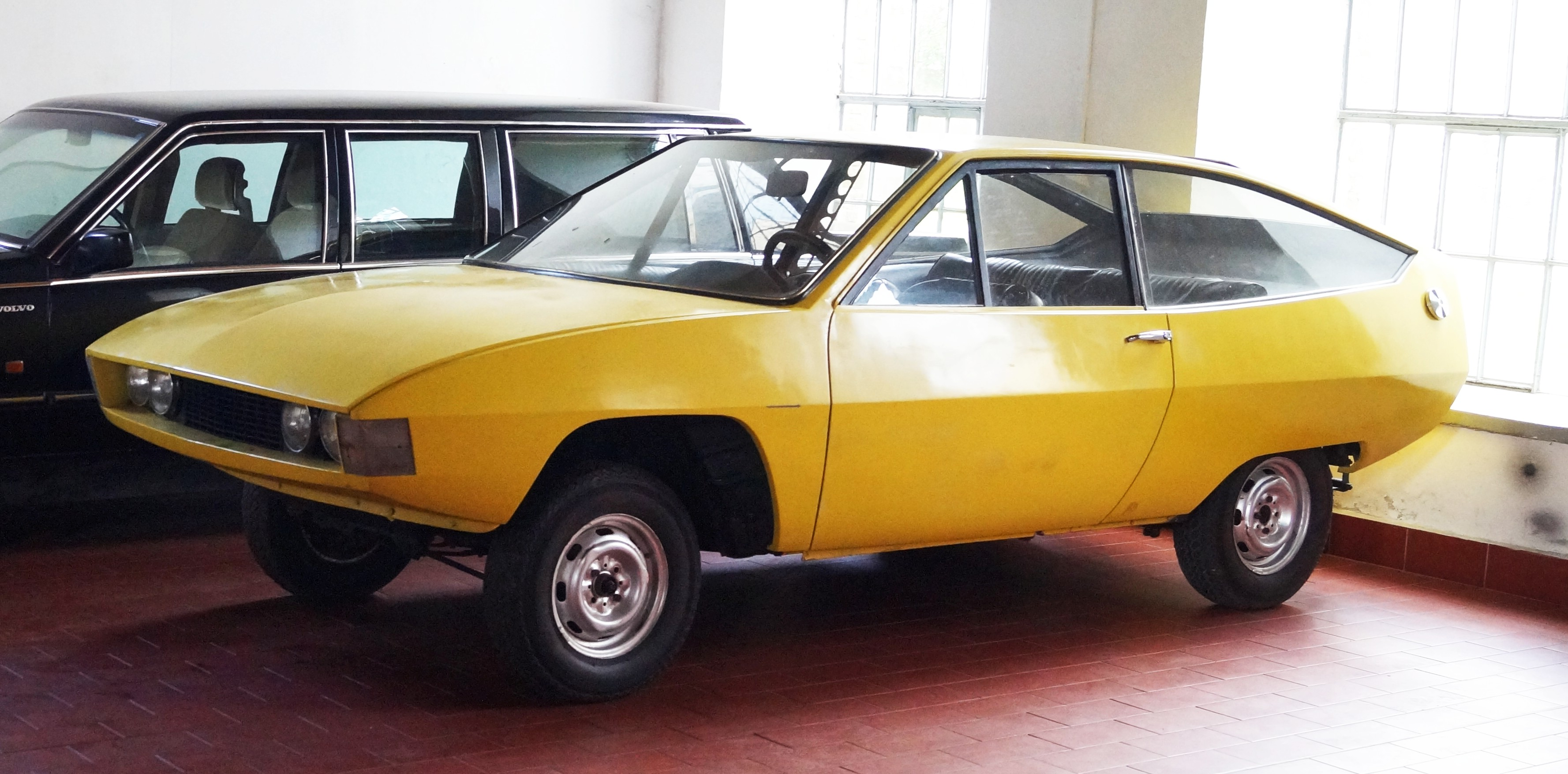
Niezrealizowany projekt Polskiego Fiata 125p Coupé z 1971 roku

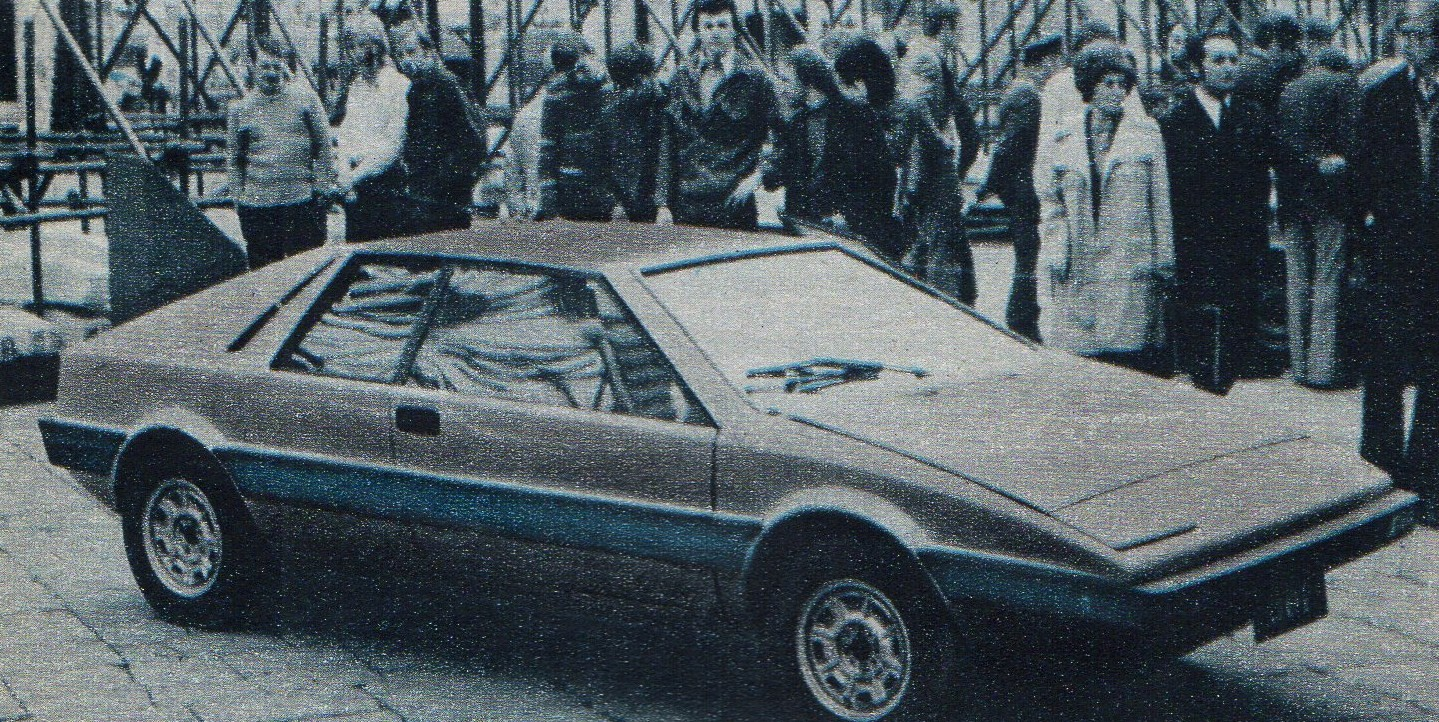
Niezrealizowany projekt FSO 1300 Coupé z 1974 roku

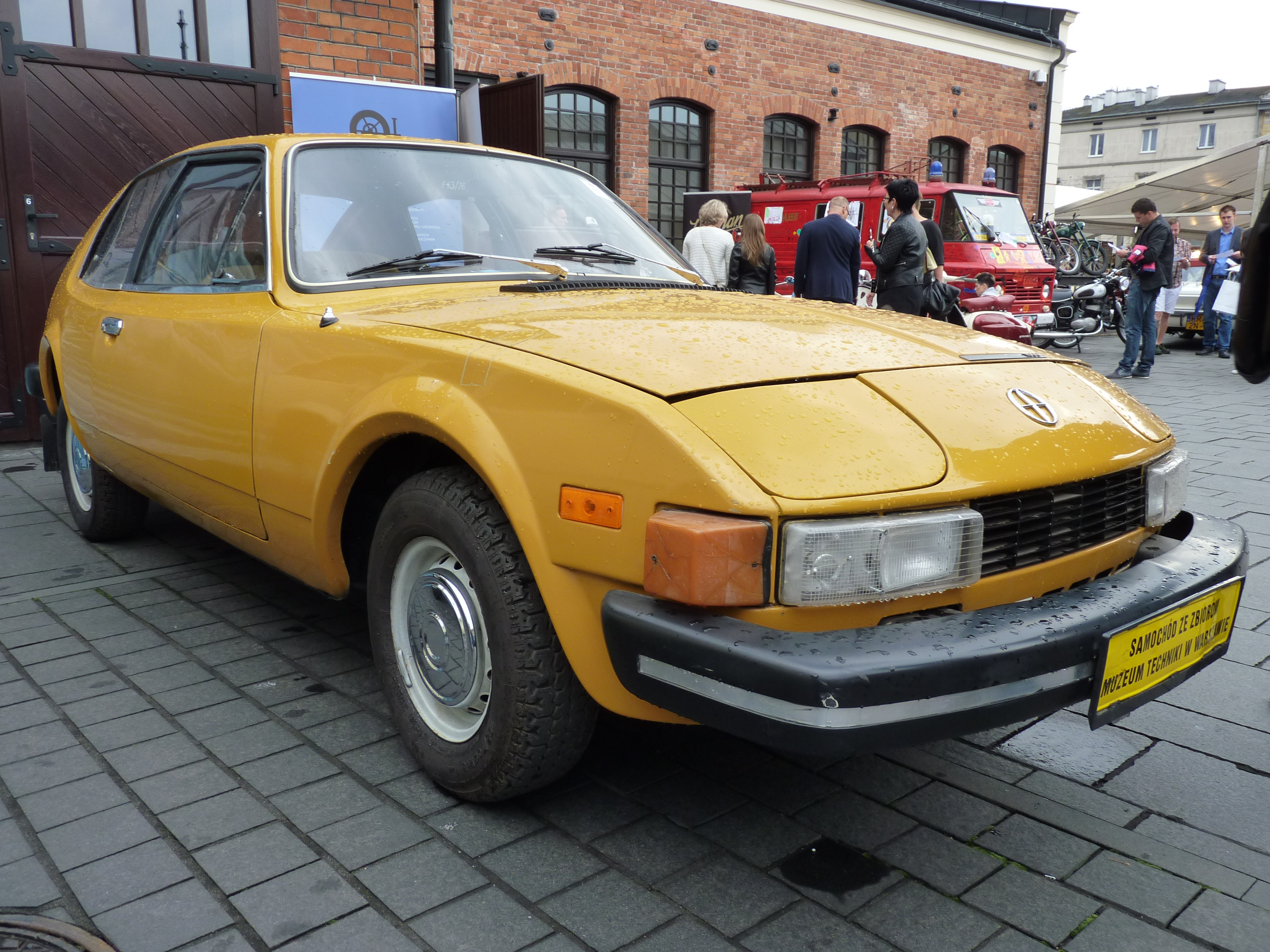
Niezrealizowany projekt FSO Ogar z 1977 roku

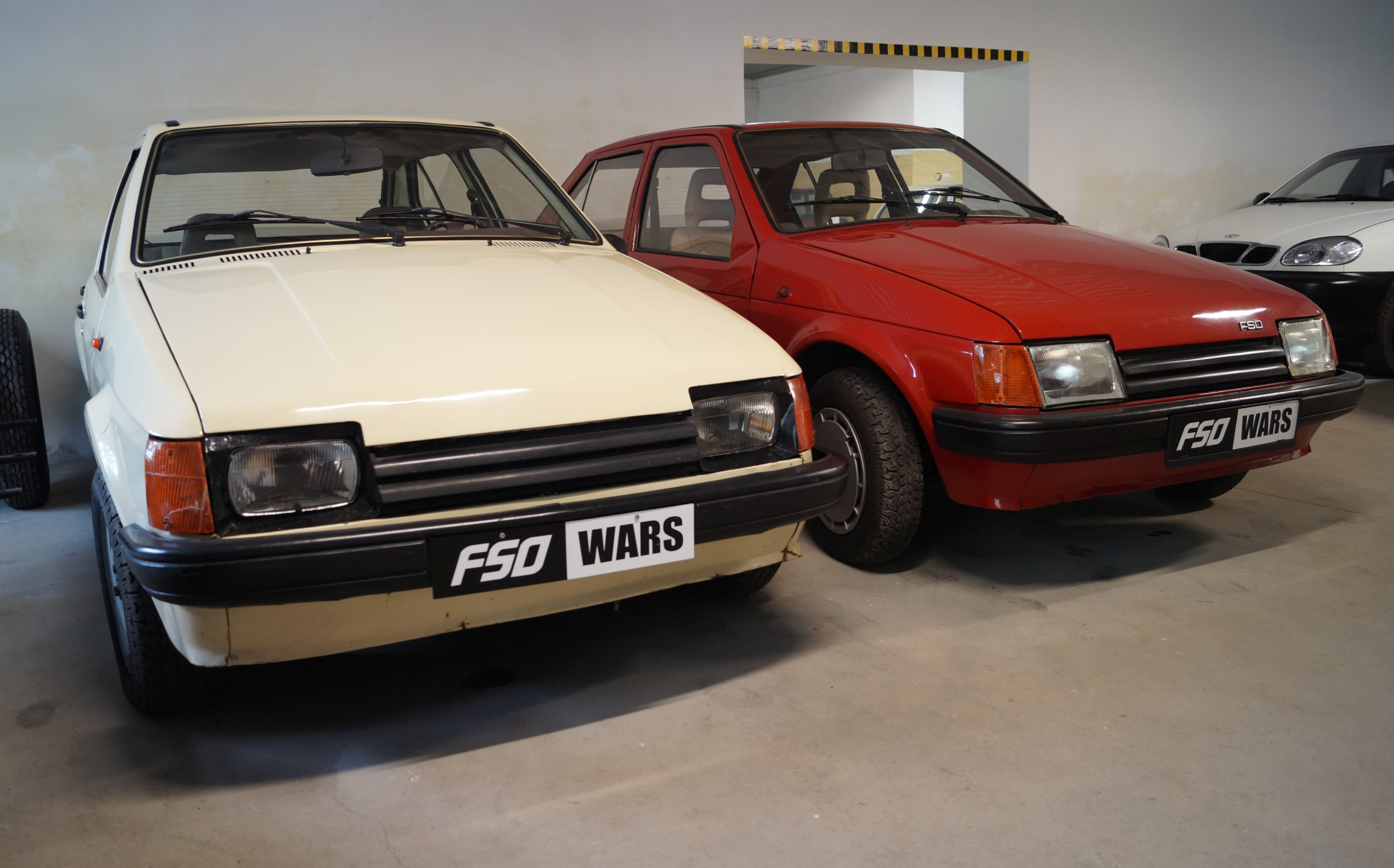
Niezrealizowany projekt FSO Wars z 1985 roku

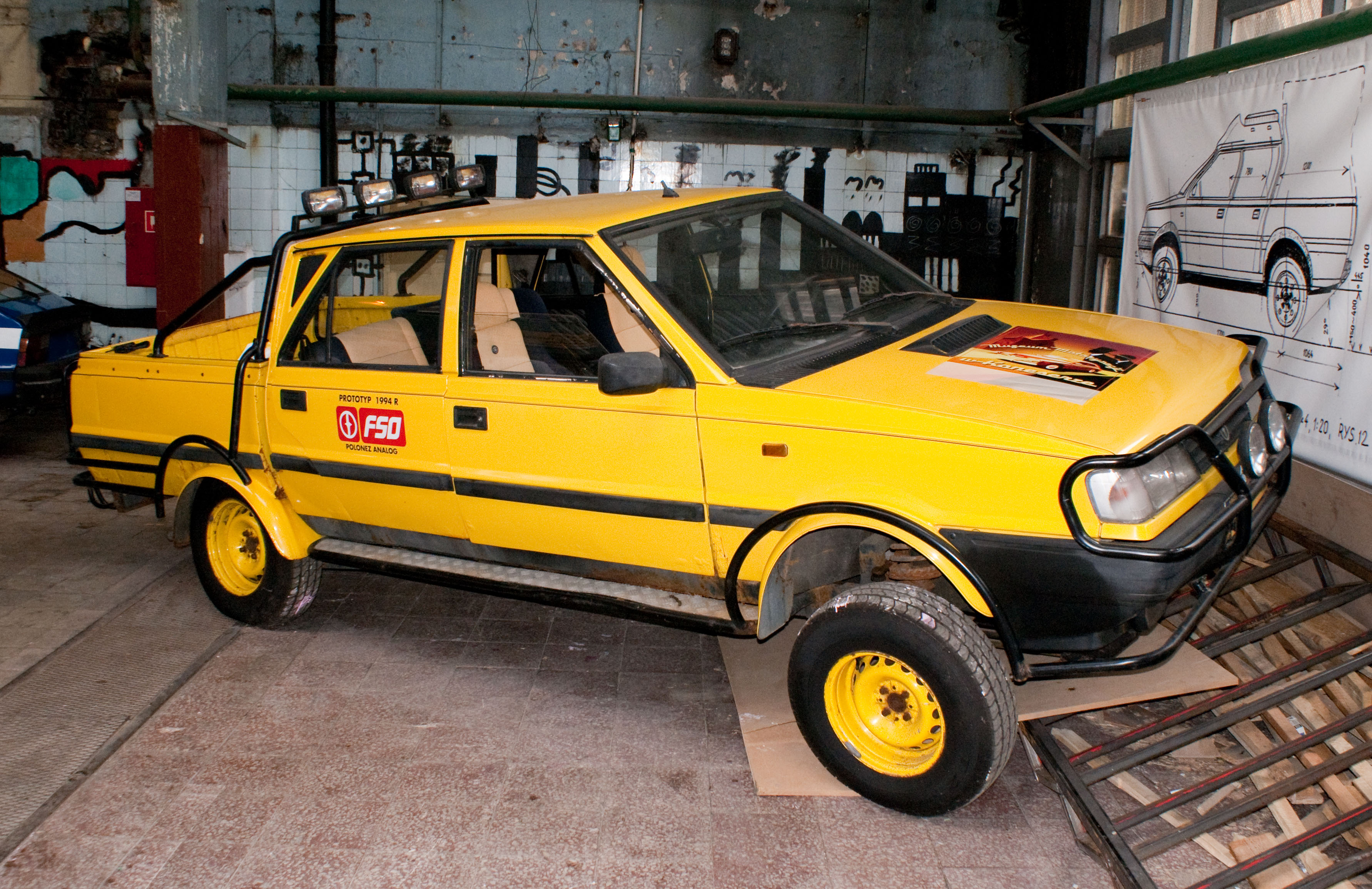
Niezrealizowany projekt FSO Polonez Analog z 1994 roku

- decyzja o budowie Fabryki Samochodów Osobowych, która miała produkować licencyjne Fiaty 1100. Stalin ostrzega polskich przywódców przed produkcją kapitalistycznych pojazdów. Wynegocjowana z Fiatem umowa trafia do kosza. Zapada decyzja o produkcji radzieckiej Pobiedy M20

1951:
- 6 listopada – rozpoczęcie produkcji Warszawy M-20

1953:
- maj – podjęcie decyzji o rozpoczęciu polskich prac konstrukcyjnych FSO Syrena

1955:
- prezentacja prototypów FSO Syrena na Targach Poznańskich

1957:
- 20 marca – rozpoczęcie produkcji polskiego auta Syrena 100

1959:
- prezentacja projektu Syreny Mikrobus – jednego z pierwszych na świecie aut z nadwoziem typu van

1960:
- uruchomienie produkcji Syreny 101 i Warszawy 201
- 1 maja – prezentacja projektu auta sportowego Syreny Sport

1961:
- prezentacja projektu Syreny Laminat – następcy Syreny 104 oraz Syreny Kombi

1962:
- uruchomienie produkcji Syreny 102

1963:
- uruchomienie produkcji Syreny 102S i Syreny 103

1964:
- uruchomienie produkcji Warszawy 203/204
- prezentacja projektu Warszawa 210

1965:
- zakupienie licencji na włoskiego Fiata 125

1966:
- uruchomienie produkcji Syreny 104
- prezentacja projektu Syreny 110

1967:
- 28 listopada – rozpoczęcie produkcji Polskiego Fiata 125p

1968:
- zmiana nazwy Warszawy 203/204 na Warszawa 223/224 po proteście francuskiego Peugeota

1971:
- prezentacja projektu Polski Fiat 125p Coupé

1972:
- przekazanie produkcji Syreny do nowych zakładów FSM w Bielsku-Białej

1973:
- 30 marca 1973 – Zakończenie produkcji Warszawy

1974
- prezentacja projektów FSO 1300 Coupé oraz Polski Fiat 125p Cabrio

1975:
- ItalDesign opracowuje prototyp samochodu o nazwie Polonez

1977:
- prezentacja projektu FSO Ogar – auta sportowego

1978:
- rozpoczęcie produkcji Poloneza 1300/1500 według włoskich projektów

1981:
- powstaje pierwsza krótka seria Polonezów Coupé
- prezentacja projektu Polonez Pickup trzyosiowy z napędem na środkową oś

1982:
- prezentacja projektu Poloneza Sedan opartego na modelu 1300/1500 oraz Poloneza Long – 7-drzwiowej limuzyny

1983:
- wygaśnięcie praw do marki FIAT; zmiana nazwy z Polski Fiat na FSO 125p
- powstaje druga i ostatnia krótka seria Polonezów Coupé

1984:
- Fabryka zatrudnia ok. 14 tys. pracowników[32]

1985:
- prezentacja nowoczesnego auta rodzinnego FSO Wars

1986
- 6 listopada – odsłonięcie przed fabryką popiersia Władysława Gomułki, który w latach 1957–1971 był członkiem organizacji partyjnej w FSO[33]

1988:
- 1 grudnia – parafowanie umowy, zgodnie z którą w warszawskiej fabryce miał być produkowany mały samochód Uno, później unieważnioną[34]

1989:
- modernizacja Poloneza i wprowadzenie modernizacji MR'89

1991:
- 29 czerwca – zakończenie produkcji FSO 125p
- 31 lipca – gruntowna modernizacja Poloneza i wprowadzenie modelu Caro

1993:
- modernizacja modelu Caro oraz wprowadzenie do produkcji wersji Cargo dostępnej głównie jako sanitarka

1994:

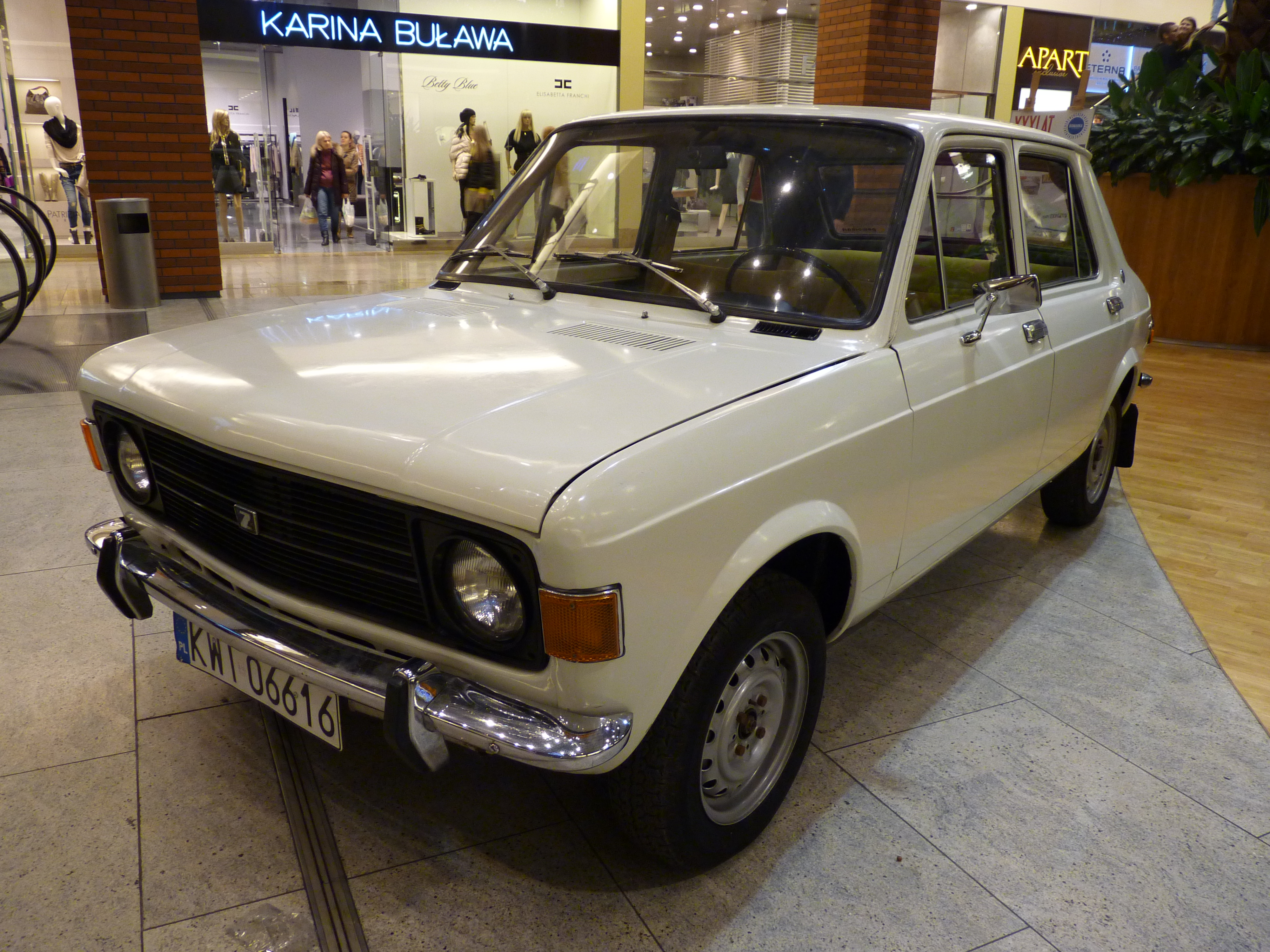
Zastava 1100p montowana w FSO

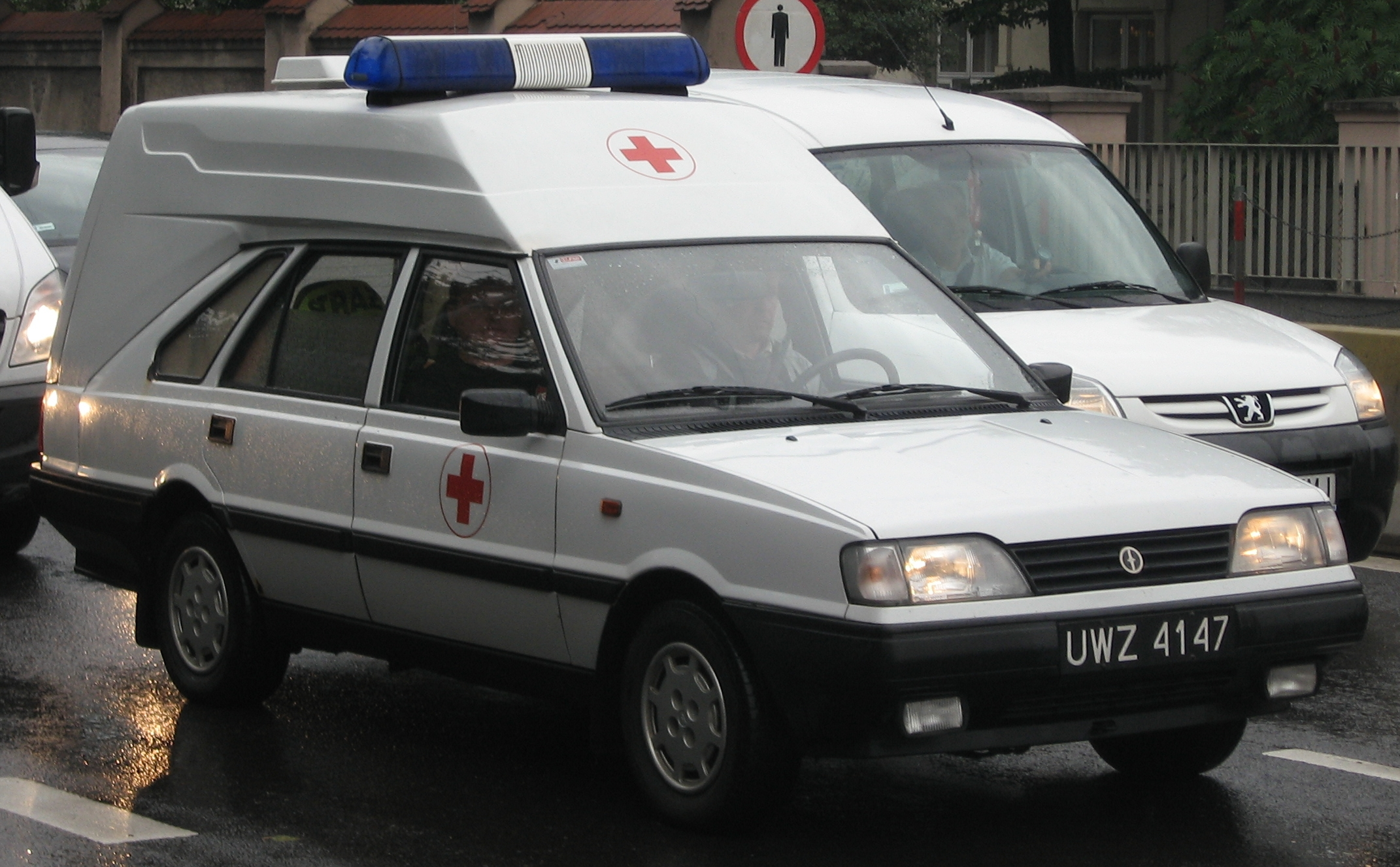
FSO Polonez Cargo produkowany w FSO, a ostateczne wykończenie odbywało się w zakładzie FSO-ZTS w Grójcu

- General Motors rozpoczyna montaż Opla Astry I w FSO
- prezentacja projektu FSO Polonez Analog

1995:
- prywatyzacja FSO; sprzedaż akcji Daewoo Group

1996:
- powstanie Daewoo-FSO; początek produkcji Poloneza Atu; fabryka zatrudnia 20,5 tys. osób, z czego 3,5 tys. w administracji
- uruchomienie montażu Daewoo Espero i Daewoo Tico

1997:
- gruntowna modernizacja rodziny Polonezów zgodnie z linią Plus
- uruchomienie produkcji Daewoo Lanos i Daewoo Nubira
- uruchomienie montażu Daewoo Leganza

1998:
- uruchomienie produkcji Daewoo Matiz

1999:
- uruchomienie produkcji Poloneza Kombi
- zakończenie montażu Daewoo Espero

2000:
- przejęcie GM Daewoo przez General Motors
- uruchomienie montażu Daewoo Tacuma

2001:
- zakończenie montażu Daewoo Leganza, Tacuma, Tico oraz produkcji modelu Polonez Cargo Plus

2002:
- Zakończenie produkcji Poloneza oraz Daewoo Nubira

2004:
- powrót do nazwy FSO; produkcja FSO Matiz i FSO Lanos

2005:
- podpisanie umowy AwtoZAZ o przejęciu FSO

2007:
- zakończenie produkcji FSO Matiz
- uruchomienie produkcji Chevroleta Aveo

2008:
- zakończenie produkcji FSO Lanos

2009:
- wstrzymanie produkcji Chevroleta ze względu na niski popyt na nowe samochody

2011:
- wygaśnięcie licencji na produkcję Chevroleta Aveo

2021:
- nabycie 62 ha terenu kompleksu FSO w Warszawie przez izraelską spółkę Okam[35].

2024:
- 18 października – wpisanie do rejestru zabytków hali kolebkowej[36].
- 13 listopada – rozszerzenie wpisu do rejestru zabytków o bramę główną z trzema przęsłami ogrodzenia, budynek dyrekcji, część spawalni, część tłoczni i główne ciągi komunikacyjne[37][38].

### Niezrealizowane projekty
- FSO Syrena Mikrobus (1960),
- FSO Syrena Sport (1960),
- FSO Syrena 607 (1971),
- FSO Syrena Laminat (1968),
- FSO Warszawa 210 (1964),
- FSO Syrena 110 (1965),
- Polski Fiat 125p Coupé (1971),
- FSO 1300 Coupé (1974),
- Polski Fiat 125p Cabrio (1974),
- Analog 1,2 (1982),
- FSO Ogar (1977),
- FSO Polonez Pickup 3-osiowy (1981),
- FSO Polonez Sedan (1982),
- FSO Polonez Long (1979),
- FSO Wars (1985),
- FSO Polonez Analog (1994).

## Dotychczasowa łączna produkcja

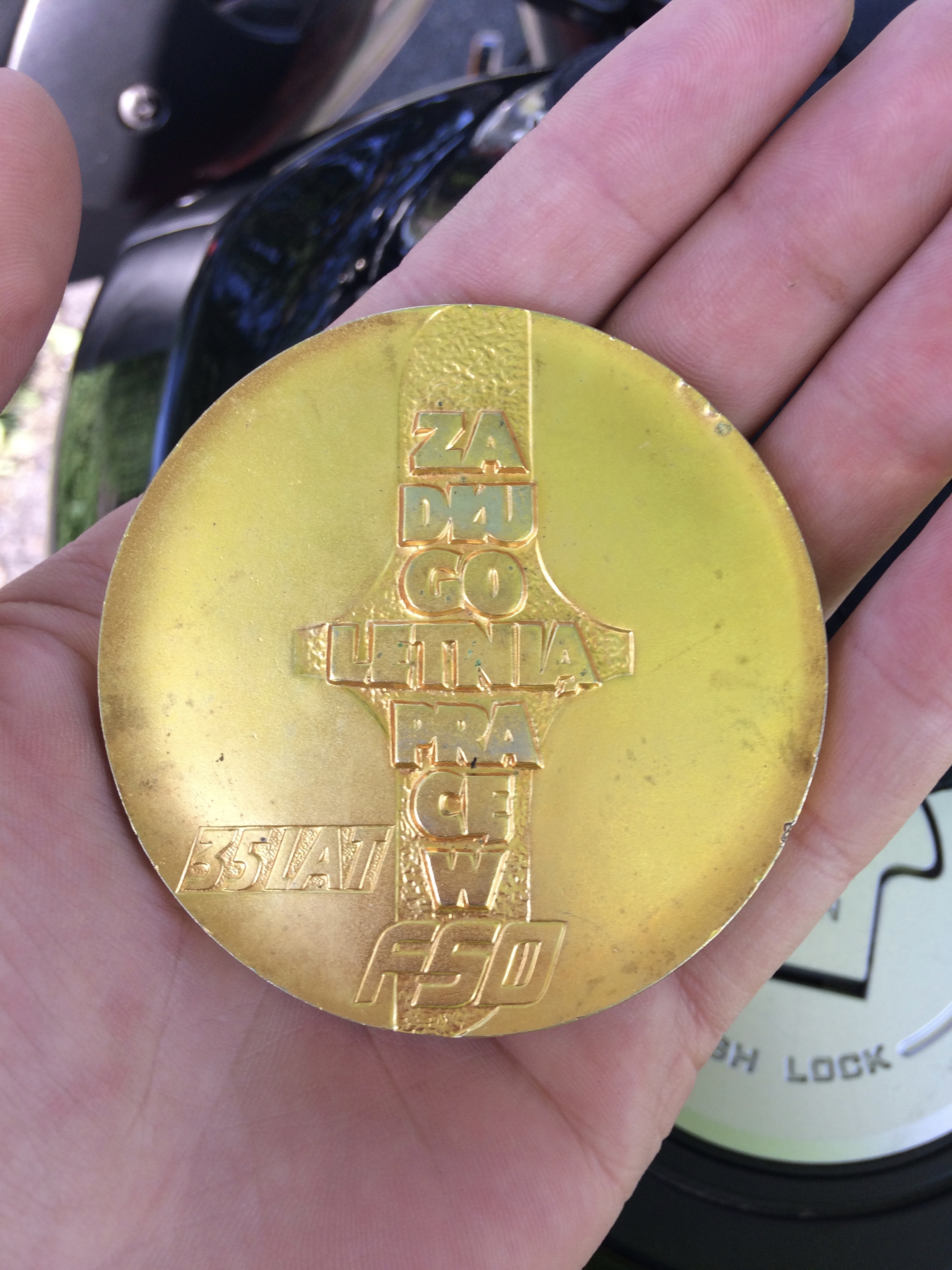
Nagroda przyznawana pracownikom którzy przepracowali 35 lat w FSO

Tabelka przedstawia dotychczasową liczbę wyprodukowanych i zmontowanych samochodów w FSO.
| Model                     | Wielkość produkcji |
| ------------------------- | ------------------ |
| FSO Warszawa              | 254 471            |
| FSO Syrena                | 177 234            |
| Polski Fiat 125p/FSO 125p | 1 445 699          |
| FSO Polonez               | 1 061 807          |
| Daewoo Tico               | 126 369            |
| Daewoo Espero             | 20 573             |
| Daewoo Lanos/FSO Lanos    | 461 665            |
| Daewoo Nubira             | 35 673             |
| Daewoo Leganza            | 3969               |
| Daewoo Matiz/FSO Matiz    | 152 363            |
| Daewoo Tacuma             | 427                |
| Chevrolet Aveo            | 126 622            |
| Samochody montowane w FSO | 73 376             |
| Samochody specjalne       | 12 800             |

## Daewoo-FSO

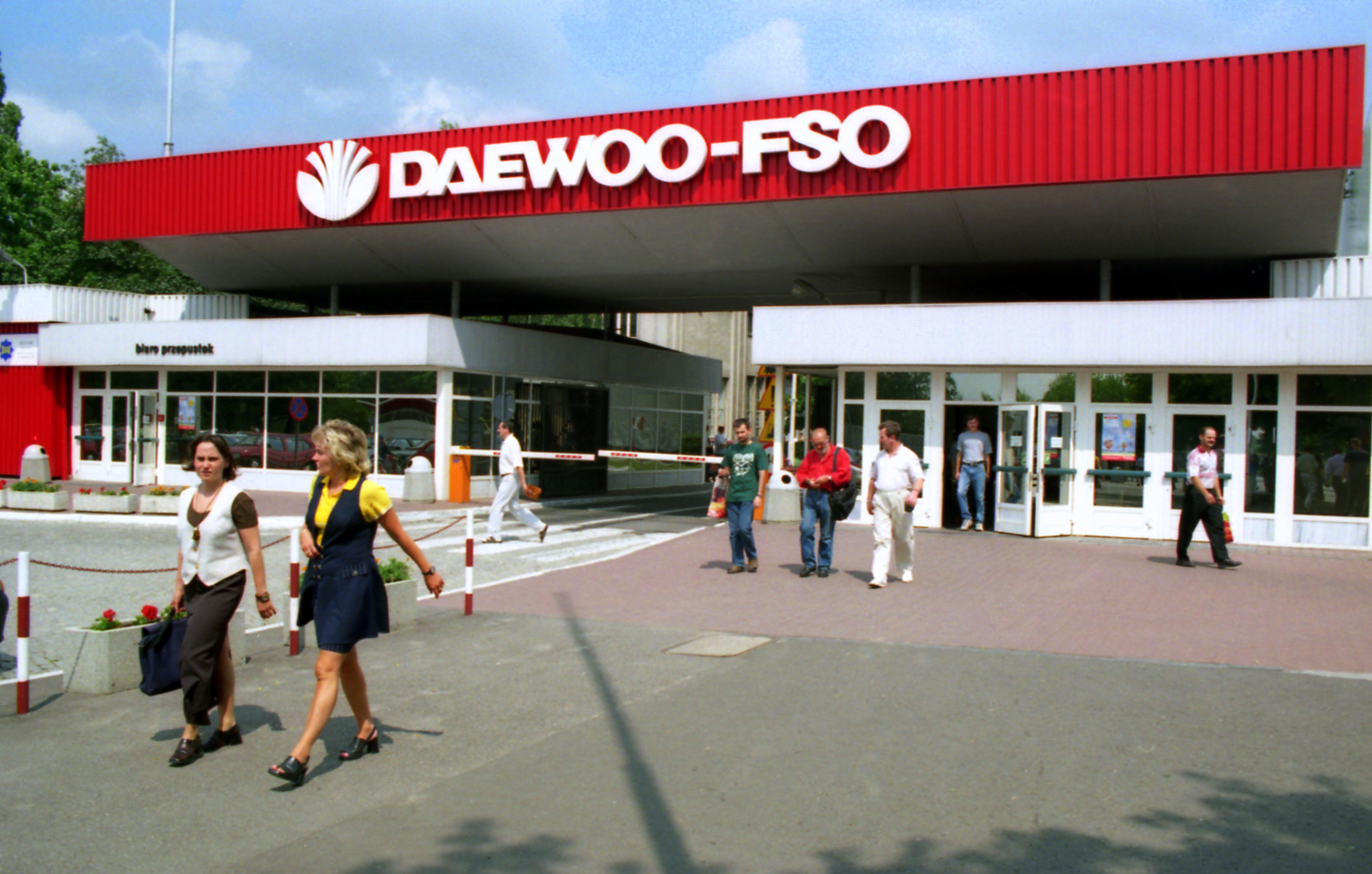
Brama główna w okresie współpracy z koncernem Daewoo

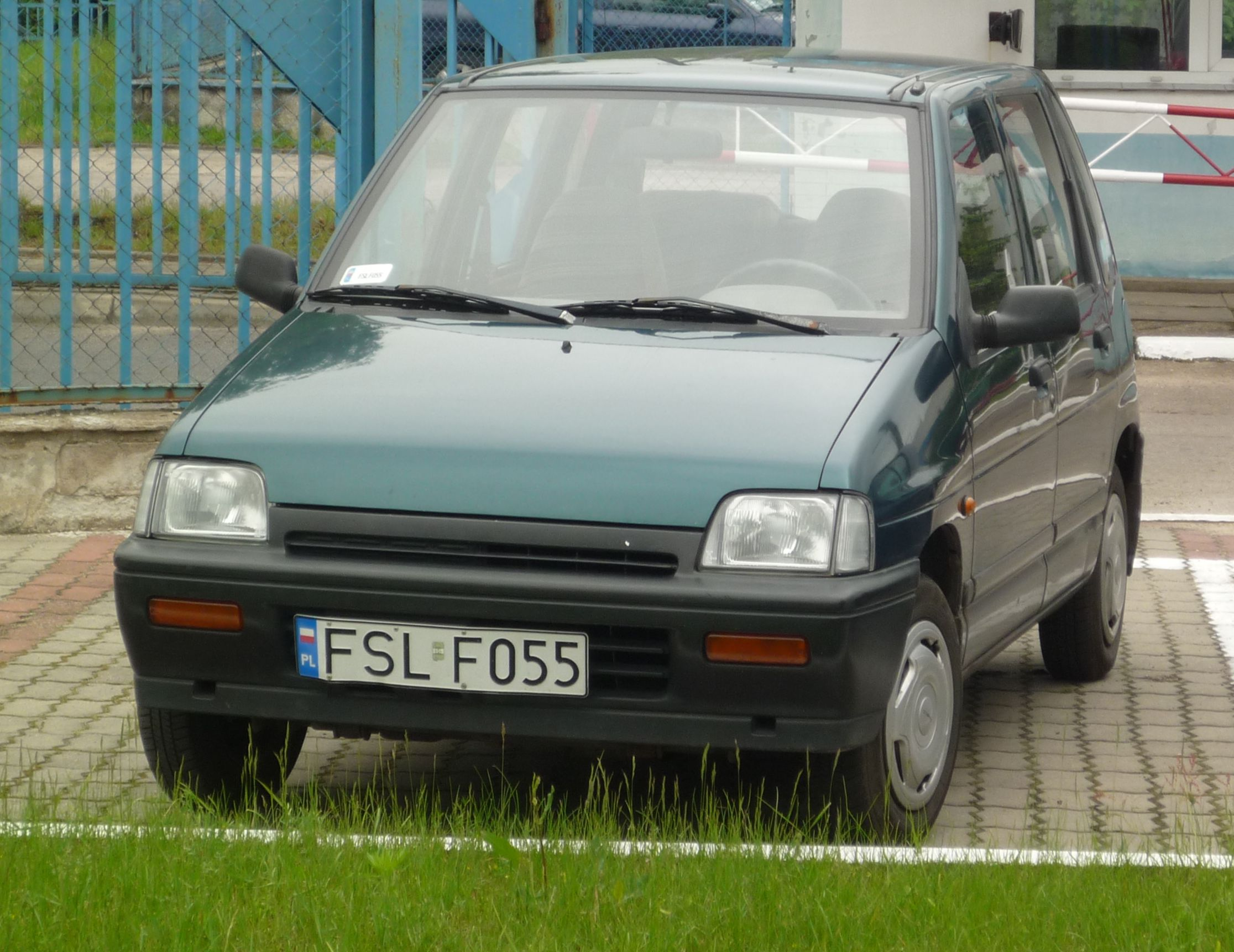
Daewoo Tico montowane w FSO

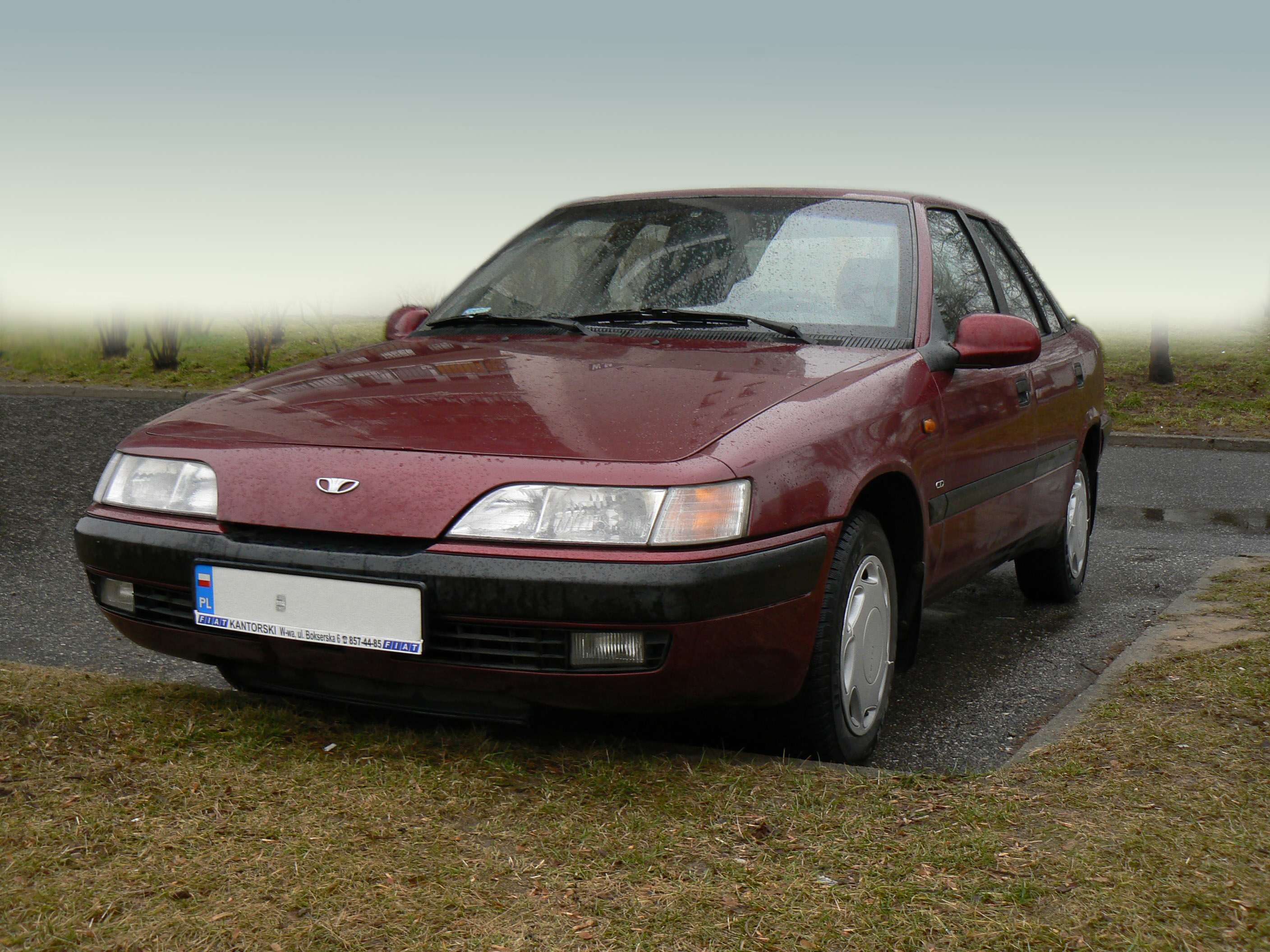
Daewoo Espero montowane w FSO

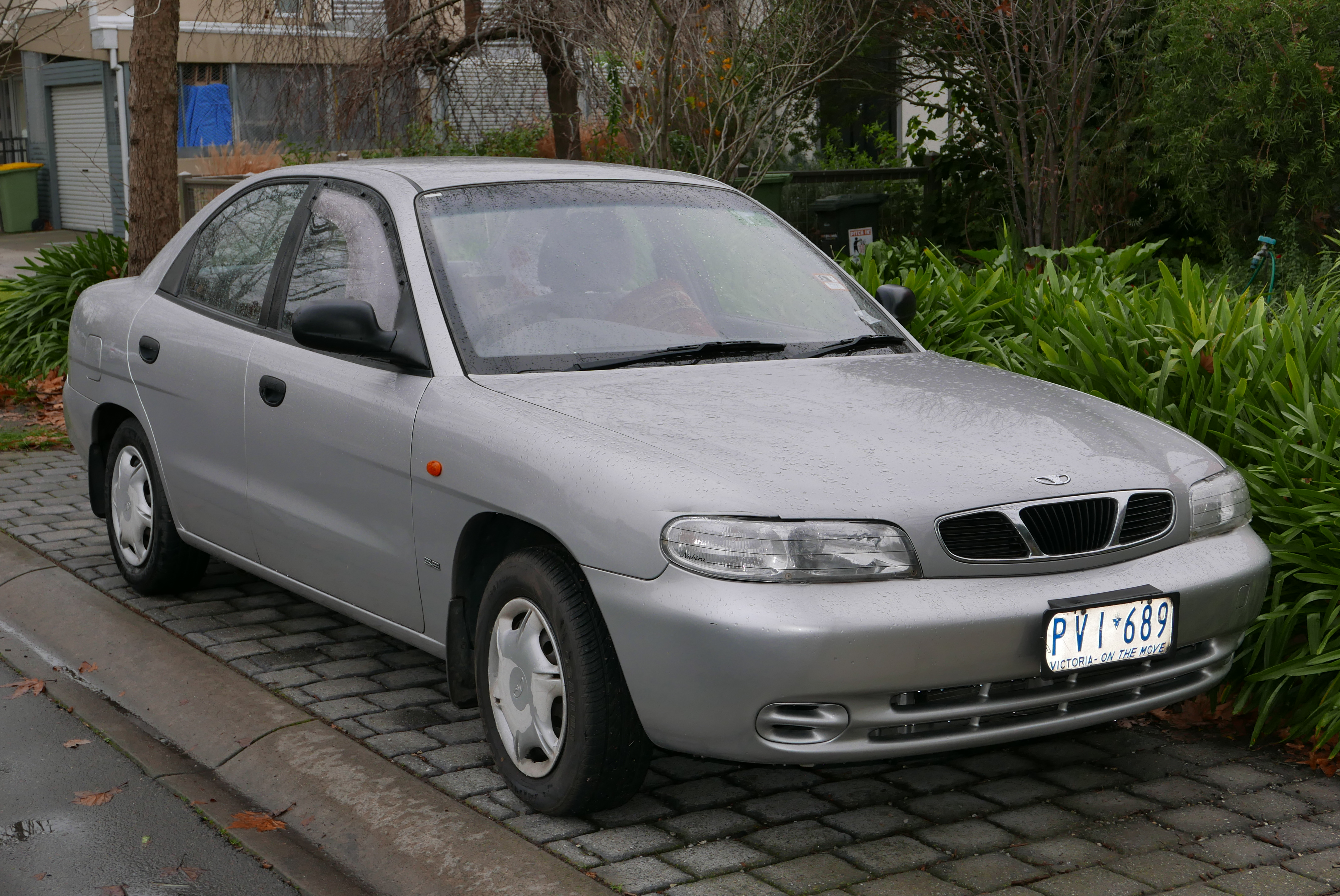
Daewoo Nubira J100 montowana w FSO

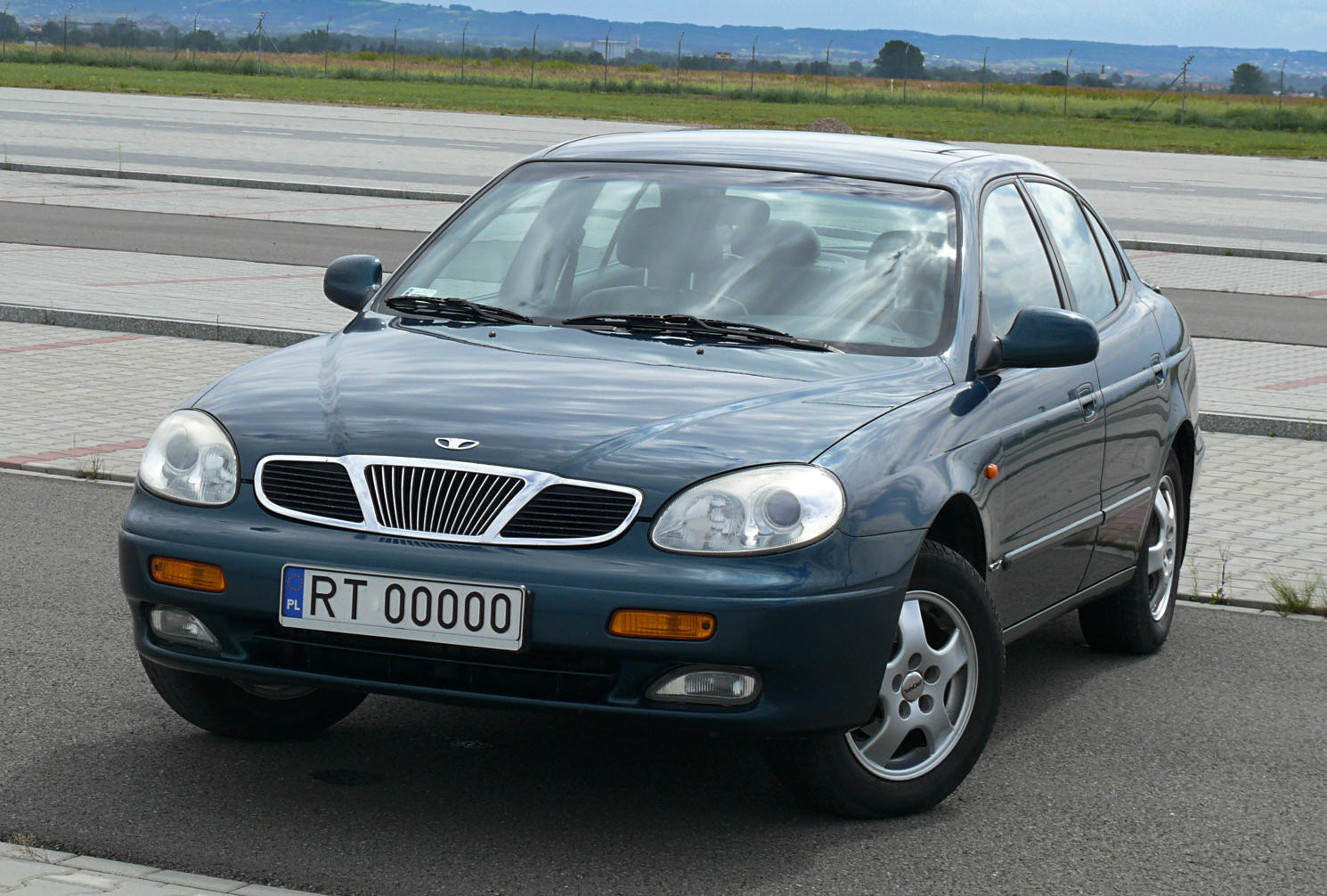
Daewoo Leganza montowana w FSO

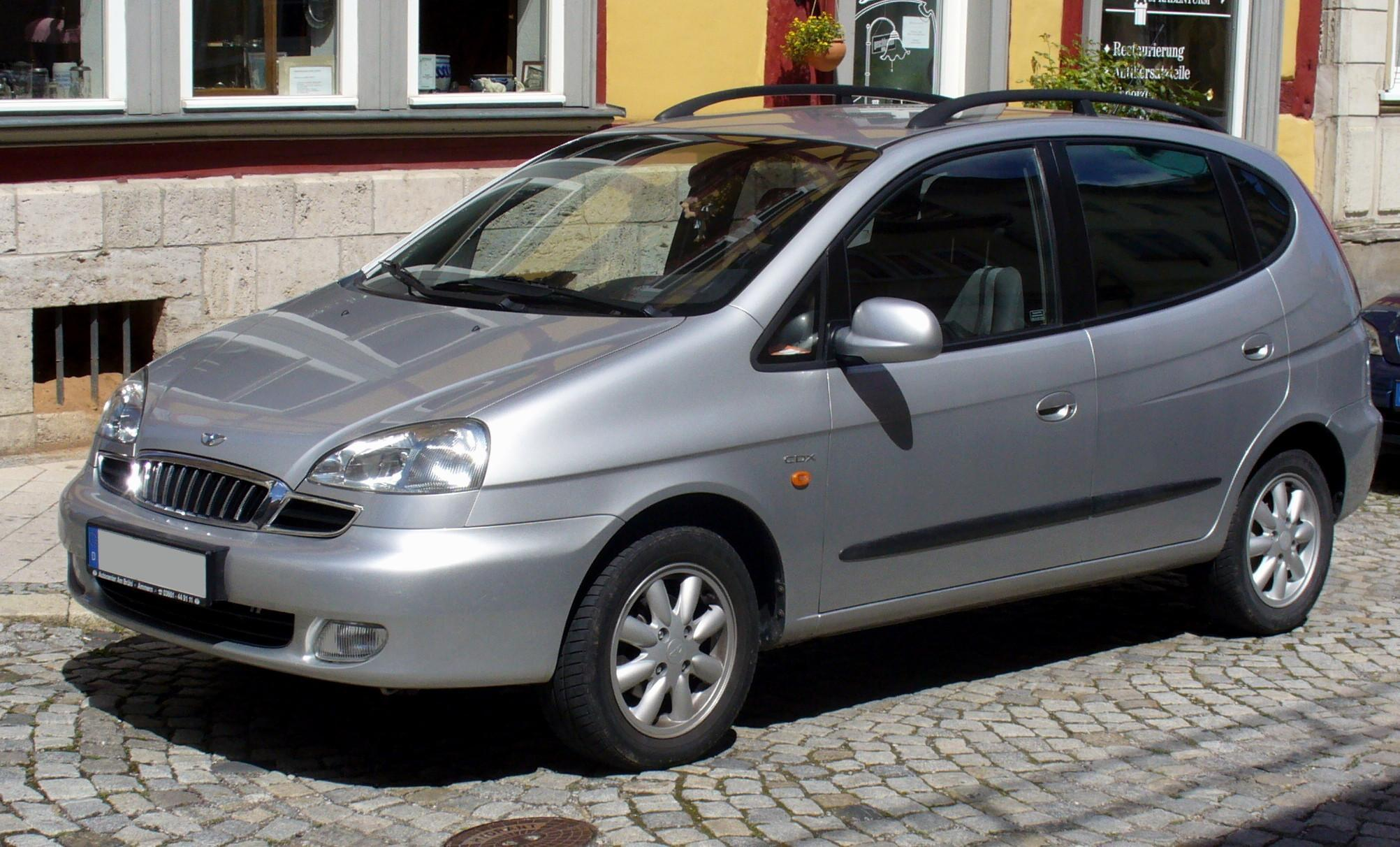
Daewoo Tacuma montowana w FSO

Daewoo-FSO powstało 28 marca 1996 roku w formie spółki z ograniczoną odpowiedzialnością na podstawie umowy z 16 sierpnia 1995 roku. W jej ramach do ówczesnej jednoosobowej spółki Skarbu Państwa wszedł branżowy inwestor strategiczny Daewoo. W październiku 1999 roku przekształciła się w spółkę akcyjną. Wpisana do KRS pod numerem 0000006822 w 2001 r. jako „Daewoo – FSO Motor S.A.”. Po zajęciu przez spółkę Chevrolet upadłego Daewoo we wrześniu 2004 r. nazwę spółki zmieniono na Fabryka Samochodów Osobowych S.A., a markę produkowanych pojazdów z Daewoo na FSO.
Na licencji koreańskiego właściciela uruchomiono w firmie montaż oraz produkcję nowych samochodów.
W standardzie SKD montowano modele:
- Daewoo Espero (kwiecień 1996–grudzień 1999),
- Daewoo Leganza (październik 1997–wiosna 2001),
- Daewoo Tacuma (listopad 2000–grudzień 2001),
- Daewoo Tico (1996–wiosna 2001),
- Daewoo Chairman (montaż jednostkowy)[10].

Początkowo montowano, a następnie produkowano modele:
- Daewoo Lanos/FSO Lanos (październik 1997–październik 2008),
- Daewoo Matiz (grudzień 1998–styczeń 2007),
- Daewoo Nubira (październik 1997–grudzień 2002).

Produkcję Matiza i Lanosa na licencji Daewoo utrzymano po zmianie nazwy spółki na FSO S.A..
Oprócz modeli licencyjnych modernizowano samochody Polonez wprowadzając w 1997 roku nowe odmiany.
W początkowym okresie istnienia firmy produkcja i montaż szybko wzrastały:
- 1997 – ok. 115 tys. szt.,
- 1998 – 160 592 szt.,
- 1999 – 210 657 sztuk.

Po wpadnięciu koncernu Daewoo w kłopoty finansowe zakończone bankructwem, produkcja i montaż znacznie spadły, a następnie zaczęły rosnąć, ze względu na rozwijający się eksport Lanosa na Ukrainę:
- 2000 – ok. 100 tys. szt.,
- 2001 – 34 924 szt.,
- 2002 – 29 033 szt.,
- 2003 – 33 993 szt.,
- 2004 – ok. 43 tys. sztuk.

31 sierpnia 2004 roku władze spółki zdecydowały o zmianie nazwy na Fabryka Samochodów Osobowych S.A., co oficjalnie nastąpiło 24 września 2004.

## FSO w filmach
Samochody FSO wzięły udział w wielu filmach i serialach fabularnych, np.:
- 07 zgłoś się
- Prywatne śledztwo
- 39 i pół
- Zmiennicy
- 1983
- To ja, złodziej
- Fuks

Nakręcono również szereg filmów dokumentalnych i reklamowych, z których należy wspomnieć takie produkcje, jak:
- Ballada o Fiacie i 7 wspaniałych – film dokumentalny produkcji TVP o biciu 3 rekordów prędkości samochodem Polski Fiat 125p 1.5 CC.
- Przed Rajdem – film dokumentalny pokazujący przygotowania Polski Fiat Rally Team do startu w Rajdzie Monte Carlo.
- Polski Fiat w Sporcie – film zrealizowany na zlecenie Ośrodka Badawczo-Rozwojowego Samochodów Osobowych FSO, film nakręcony w 1977 roku pokazywał samochody rajdowe i wyścigowe prototypy Fiatów 125p GTJ.
- Rajd – Etiuda Piotra Studzińskiego zrealizowana na zlecenie Ośrodka Badawczo-Rozwojowego Samochodów Osobowych FSO, zrealizowana w 1978 roku, pokazywała start zespołu OBRSO w Rajdzie Polski, w trakcie realizacji sfilmowano m.in. rozbicie jednej z trzech OBRowskich Lancii Stratos z której później powstał Polonez 2400 Racing „Stratopol”.
- The FSO Rally Team Polonez – film reklamowy prezentujący starty zespołu w Mistrzostwach Polski w 1987 roku. Na filmie zaprezentowano wyłącznie samochody FSO Polonez 2000 Rally i 1600/1.5 Turbo choć na jednym z umieszczonych w filmie fotosów pojawia się również Polonez 2000 Turbo. Część ujęć została nakręcona specjalnie na potrzeby filmu, m.in. część scen przejazdu przez las Polonezem 1600 który na filmie, pomimo tego że porusza się na szutrze, to jest wyposażony w asfaltowe opony i drogowo zestrojone zawieszenie.